# جام جهانی باشگاه‌ها ۲۰۲۵
جام جهانی باشگاه‌ها ۲۰۲۵ یا جام جهانی باشگاه‌ها ۲۵ بیست و یکمین دوره جام جهانی باشگاه‌ها بود، یک تورنمنت بین‌المللی فوتبال باشگاهی که توسط فیفا برگزار شد. این مسابقات از ۱۴ ژوئن تا ۱۳ ژوئیه ۲۰۲۵ در ایالات متحده برگزار شد. این مسابقات شامل ۳۲ تیم تحت یک قالب گسترش یافته است که شامل قهرمانان قاره‌ای چهار سال گذشته و سایر تیم‌های واجد شرایط می‌شود. چلسی پس از شکست دادن پاری سن-ژرمن با نتیجه ۳–۰ در فینال، برای دومین بار قهرمان جهان شد.
این گسترش شامل برندگان برترین مسابقات باشگاهی قاره‌ای از هر یک از سال‌های ۲۰۲۱ تا ۲۰۲۴، به استثنای یک نماینده از کنفدراسیون اقیانوسیه؛ و تیم‌های دیگری از اروپا و آمریکای جنوبی است که بر اساس رتبه‌بندی باشگاهی در طول دوره چهار ساله تعیین می‌شوند. منچستر سیتی به عنوان مدافع عنوان قهرمانی وارد این تورنمنت شد، چرا که اولین عنوان قهرمانی خود را در آخرین تورنمنت تحت فرمت قدیمی در سال ۲۰۲۳ به دست آورده بود. با این حال، آنها در مرحله یک هشتم نهایی توسط الهلال حذف شدند.
فرمت توسعه یافته مسابقات در مارس ۲۰۱۹ اعلام شد و در ابتدا قرار بود در سال ۲۰۲۱ به میزبانی چین برگزار شود تا زمانی که به دلیل دنیاگیری کووید-۱۹ به تعویق افتاد. فیفا در فوریه ۲۰۲۳ تخصیص سهمیه‌ها بین کنفدراسیون‌ها را تصویب کرد و چهار ماه بعد ایالات متحده آمریکا را به عنوان کشور میزبان اعلام کرد. همچنین جام بین قاره‌ای فیفا به عنوان یک تورنمنت سالانه با فرمت قدیمی تأسیس شد.
گسترش این مسابقات با انتقاد اتحادیه بازیکنان (فیفپرو) و انجمن لیگ‌های جهانی به دلیل تأثیری که انتظار می‌رود بر ازدحام برنامه و رفاه بازیکنان داشته باشد، مواجه شد. استفاده از قیمت‌گذاری پویا برای این مسابقات نیز مورد انتقاد قرار گرفت و منجر به کاهش قیمت برخی از مسابقات در پاسخ به فروش پایین شد. حق پخش جهانی مسابقات در اختیار پلتفرم پخش آنلاین دازون بود که مسابقات را به سایر پخش‌کنندگان تلویزیونی نیز داد. در مجموع ۱ میلیارد دلار جایزه نقدی بین ۳۲ تیم شرکت‌کننده توزیع خواهد شد که شامل پرداخت‌های همبستگی و مبلغی برای هر تیم بر اساس کنفدراسیون میزبان آنها می‌شود.
این اولین تورنمنت بزرگ فیفا از زمان جام جهانی فوتبال ۱۹۷۸ بود که در آن ضربات پنالتی انجام نشد.

## پیش‌زمینه و فرمت

جام جدید جام جهانی باشگاه‌ها در کاخ سفید در واشینگتن دی.سی. به نمایش گذاشته شد.

جام جهانی باشگاه‌ها یک رویداد سالانه در زمستان بود که از زمان بازگشت آن از تعطیلی در سال ۲۰۰۵ به قهرمانان مسابقات باشگاهی محدود می‌شد. در اواخر سال ۲۰۱۶، جیانی اینفانتینو، رئیس فیفا، گسترش اولیه جام جهانی باشگاه‌ها را به ۳۲ تیم پیشنهاد کرد که از سال ۲۰۱۹ آغاز می‌شود و به جای زمستان، در ژوئن/ژوئیه تابستان برگزار می‌شود تا متعادل‌تر و جذاب‌تر برای پخش‌کنندگان و حامیان مالی باشد. در اواخر سال ۲۰۱۷، فیفا پیشنهادهایی را برای گسترش مسابقات به ۲۴ تیم و برگزاری هر چهار سال یک بار تا سال ۲۰۲۱، جایگزین جام کنفدراسیون‌ها، را مورد بحث قرار داد. فرمت و برنامه توسعه یافته جام جهانی باشگاه‌ها، که قرار بود در ژوئن و ژوئیه ۲۰۲۱ برگزار شود، در جلسه مارس ۲۰۱۹ شورای فیفا در میامی تایید شد. چین در اکتبر ۲۰۱۹ به عنوان میزبان منصوب شد، اما مسابقات به دلیل دنیاگیری کووید-۱۹ لغو شد.
در ۲۳ ژوئن ۲۰۲۳، فیفا تأیید کرد که ایالات متحده آمریکا میزبان مسابقات سال ۲۰۲۵ به عنوان مقدمه‌ای برای جام جهانی فوتبال ۲۰۲۶ خواهد بود. در این مسابقات، ۳۲ تیم به ۸ گروه ۴ تیمی تقسیم می‌شوند که ۲ تیم برتر هر گروه به مرحله حذفی که از یک‌هشتم نهایی شروع می‌شود. راه پیدا می‌کنند. این قالب شبیه فرمت مورد استفاده در جام جهانی فوتبال بین سال‌های ۱۹۹۸ تا ۲۰۲۲ می‌باشد، با این تفاوت که بازی رده‌بندی مقام سوم برگزار نمی‌شود.
در ژانویه ۲۰۲۴، گزارش شد که مسابقات در ساحل شرقی برگزار می‌شود تا به پخش‌کنندگان و بینندگان اروپایی نزدیک‌تر باشد و همچنین از تضاد با جام طلایی کونکاکاف ۲۰۲۵، که عمدتاً در همان زمان اما در ساحل غربی در ایالات متحده برگزار می‌شود اجتناب شود.

### جام
فیفا از جام جدیدی که توسط شرکت تیفانی اند کو. برای جام جهانی باشگاه‌ها ۲۰۲۵ ساخته شده بود، رونمایی کرد. طراحی این جام که از طلای خالص ۲۴ عیار ساخته شده بود، از نقشه‌های پیشگام، جدول تناوبی، نجوم و صفحه طلایی وویجر الهام گرفته شده بود. این جام شامل جزئیات حکاکی شده با لیزر از جمله نقشه جهان، نام تمام ۲۱۱ انجمن عضو فیفا، توضیحات فوتبال و کتیبه‌هایی به ۱۳ زبان، از جمله بریل بود. وزن این جام تقریباً ۵ کیلوگرم (۱۱ پوند) است و ارزشی بین ۲۰۰،۰۰۰ یورو یا ۲۳۰،۰۰۰ دلار آمریکا دارد. جام اصلی توسط دونالد ترامپ، رئیس جمهور ایالات متحده، در دفتر بیضی نگهداری می‌شود، در حالی که یک ماکت مشابه به چلسی، اولین قهرمان این تورنمنت گسترش یافته، اهدا شد.

## سهمیه‌بندی
در ۱۴ فوریه ۲۰۲۳، شورای فیفا تخصیص سهمیه برای مسابقات ۲۰۲۵ را بر اساس "مجموعه‌ای از ضوابط و معیارهای عینی" تصویب کرد. یوفا با ۱۲ سهمیه بیشترین امتیاز را به خود اختصاص داد، در حالی که کونمبول با ۶ سهمیه، جایگاه دوم را به خود اختصاص داد. به ای‌اف‌سی، کاف و کونکاکاف چهار سهمیه داده شد، در حالی که به اواف‌سی و تیم میزبان هر کدام یک سهمیه داده شد. در ۱۴ مارس، شورای فیفا اصول کلیدی فهرست دسترسی برای مسابقات را تصویب کرد. اصول با در نظر گرفتن یک دوره چهار ساله از ۲۰۲۱ تا ۲۰۲۴ به شرح زیر است:
- کونمبول و یوفا (بیش از چهار سهمیه): قهرمانان چهار فصل قبلی رقابت‌های باشگاهی برتر کنفدراسیون، و تیم‌های اضافی که براساس رده‌بندی باشگاهی دوره چهار ساله تعیین می‌شوند.[۲۷]
- ای‌اف‌سی، کاف و کونکاکاف (هر کدام چهار جایگاه): قهرمانان چهار فصل قبلی رقابت‌های باشگاهی برتر کنفدراسیون.[۲۷][یادداشت ۱]
- اواف‌سی (یک سهمیه): باشگاه دارای بالاترین رتبه بین قهرمانان چهار فصل قبلی مسابقات باشگاهی برتر کنفدراسیون.[۲۷][یادداشت ۲]
- کشور میزبان (یک سهمیه): بعدا مشخص شد.

اگر یک باشگاه دو یا چند فصل از رقابت‌های باشگاهی برتر کنفدراسیون خود را برنده شود، تیم‌های اضافی با رده‌بندی باشگاهی دوره چهار ساله مشخص می‌شوند. محدودیت دو باشگاه در هر کشور اعمال خواهد شد، به استثنای باشگاه‌های قهرمان در صورتی که بیش از دو باشگاه از یک کشور در مسابقات باشگاهی برتر کنفدراسیون خود قهرمان شوند. روش محاسبه برای رتبه‌بندی چهار ساله باشگاه‌ها در هر کنفدراسیون بر اساس عملکرد تیم‌ها در مسابقات قاره‌ای مربوطه در طول فصل‌های تکمیل‌شده بین سال‌های ۲۰۲۱ تا ۲۰۲۴ بود.
برای تمام کنفدراسیون‌ها به غیر از یوفا، نحوه رده‌بندی به شرح زیر بود:
- ۳ امتیاز برای یک برد
- ۱ امتیاز برای یک تساوی
- ۳ امتیاز برای صعود به هر مرحله مسابقات

در مورد یوفا، به دلیل وجود سیستم جاافتاده ضریب باشگاه یوفا، روشی که یوفا برای محاسبه ضریب باشگاه استفاده می‌کرد، «به طور استثنایی» برای رتبه‌بندی تیم‌های اروپایی اعمال شد.

## تیم‌ها

### مقدماتی
تیم‌های زیر به مسابقات راه یافته‌اند:
| ای‌اف‌سی (۴) - اوراوا رد دایموندز - الهلال - اولسان اچ‌دی - العین کاف (۴) - الاهلی - الوداد - اسپرانس تونس - ماملودی سانداونز | کونکاکاف (۵) - مونتری - پاچوکا - اینتر میامی (میزبان) (حضور اول) - لس آنجلس (حضور اول) - سیاتل ساندرز کونمبول (۶) - بوکا جونیورز - ریور پلاته - بوتافوگو (حضور اول) - فلامینگو - فلومیننزه - پالمیراس اواف‌سی (۱) - اوکلند سیتی | یوفا (۱۲) - ردبول سالزبورگ (حضور اول) - چلسی - منچستر سیتی - اینتر میلان - یوونتوس (حضور اول) - پاری سن-ژرمن (حضور اول) - بایرن مونیخ - بروسیا دورتموند (حضور اول) - بنفیکا (حضور اول) - پورتو (حضور اول) - اتلتیکو مادرید (حضور اول) - رئال مادرید |  |

### قرعه کشی
قرعه کشی مسابقات در ۵ دسامبر ۲۰۲۴ ساعت ۱۳:۰۰ (ای‌اس‌تی) در مقر پخش تلویزیونی تلموندو در حومه میامی دورل، فلوریدا انجام شد. این مراسم توسط آلساندرو دل‌پیرو در مقر تلموندو رهبری شد و شامل یک پیام ویدیویی از دونالد ترامپ، رئیس جمهور ایالات متحده آمریکا بود. فیفا دو روز قبل از قرعه کشی، مراحل قرعه کشی و گلدان‌ها را با در نظر گرفتن فاکتورهای ورزشی و جغرافیایی تا جایی که ممکن بود اعلام کرد.
فیفا گلدان‌های قرعه کشی را به شرح زیر جمع آوری کرد و تیم‌ها در هر کنفدراسیون بر اساس سیستم رده بندی باشگاه‌های فیفا رتبه‌بندی شدند:
- گلدان ۱: چهار تیم برتر از یوفا و کونمبول
- گلدان ۲: هشت تیم باقی مانده از یوفا
- گلدان ۳: دو تیم برتر از هر یک از ای‌اف‌سی، کاف و کونکاکاف و دو تیم باقی مانده از کونمبول
- گلدان ۴: تیم‌های باقی مانده از ای‌اف‌سی، کاف، کونکاکاف، اواف‌سی و کشور میزبان

در قرعه کشی، تیم‌های یک کنفدراسیون نمی‌توانستند در یک گروه قرار گیرند، به جز تیم‌های یوفا، که برای هر گروه حداقل یک و حداکثر دو تیم حضور داشتند. علاوه بر این، هیچ دو تیمی از یوفا که از یک کشور هستند نمی‌توانستند در یک گروه قرار بگیرند.
برای حفظ تعادل رقابتی، دو مسیر مجزا از چهار گروه برای مرحله حذفی ایجاد شد. آنها به شرح زیر تشکیل شده‌اند:
- مسیر ۱: برندگان گروه‌های A ، C، E و G، همراه با تیم دوم گروه‌های B، D، F و H
- مسیر ۲: برندگان گروه‌های B، D، F و H، همراه با تیم دوم گروه‌های A، C، E و G

با توجه به این مسیرها، تیم‌های یوفا و کونمبول در قرعه کشی با محدودیت‌های زیر روبرو شدند:
- تیم‌های یوفا که در رده‌بندی ۱–۲ و تیم‌های کونمبول که در رده‌بندی ۱–۲ قرار داشتند به مسیرهای جداگانه اختصاص داده شدند و در صورت پیروزی در گروه‌های خود تا نیمه نهایی از رویایی منع شدند.
- تیم‌های یوفا که در رده‌بندی ۳–۴ و تیم‌های کونمبول که در رده‌بندی ۳–۴ قرار داشتند به مسیرهای جداگانه اختصاص داده شدند و در صورت پیروزی در گروه‌های خود تا نیمه نهایی از رویایی منع شدند.
- تیم‌های یوفا که در رده‌بندی ۱–۴ قرار داشتند در گروه‌هایی قرار گرفتند که در صورت پیروزی در گروه‌های خود، تا نیمه نهایی از رویایی منع شدند.
- تیم‌های کونمبول که در رده‌بندی ۱–۴ قرار داشتند در گروه‌هایی قرار گرفتند که در صورت پیروزی در گروه‌های خود، تا نیمه نهایی از رویایی منع شدند.
- تیم‌های یوفا که در رده‌بندی ۵–۸ قرار داشتند در گروه‌هایی با تیم‌های کونمبول در رده‌بندی ۱–۴ قرار گرفتند.
- تیم‌های یوفا که رده‌بندی ۹–۱۲ قرار داشتند در گروه‌هایی با تیم‌های یوفا در رده‌بندی ۱–۴ قرار گرفتند.

به عنوان تیم‌های کشور میزبان و برای اهداف برنامه‌ریزی، اینتر میامی و سیاتل ساندرز به ترتیب در جایگاه ۴ گروه‌های A و B قرار گرفتند. در نتیجه، تیم‌های قرعه‌کشی شده در گروه‌های A و B در جایگاهی متناسب با قرعه‌کشی خود قرار گرفتند.
قرعه کشی با گلدان ۱ شروع شد و با گلدان ۴ پایان یافت و هر تیم انتخاب شد و سپس بر اساس محدودیت‌های قرعه کشی به اولین گروه موجود بر اساس حروف الفبا تقسیم شد. برای گروه‌های C تا H، موقعیت تیم درون گروه پس از آن قرعه‌کشی شد (برای اهداف برنامه بازی)، و تیم‌های گلدان ۱ به طور خودکار در جایگاه ۱ هر گروه قرار گرفتند.
گلدان‌های قرعه کشی به شرح زیر است:
| تیم          | کنفدراسیون | امتیاز |
| ------------ | ---------- | ------ |
| منچستر سیتی  | یوفا       | ۱۲۳    |
| رئال مادرید  | یوفا       | ۱۱۹    |
| بایرن مونیخ  | یوفا       | ۱۰۸    |
| پاری سن-ژرمن | یوفا       | ۸۵     |
| فلامینگو     | کونمبول    | ۱۴۱    |
| پالمیراس     | کونمبول    | ۱۴۰    |
| ریور پلاته   | کونمبول    | ۱۰۳    |
| فلومیننزه    | کونمبول    | ۹۷     |

| تیم             | کنفدراسیون | امتیاز |
| --------------- | ---------- | ------ |
| چلسی            | یوفا       | ۷۹     |
| بروسیا دورتموند | یوفا       | ۷۹     |
| اینتر میلان     | یوفا       | ۷۶     |
| پورتو           | یوفا       | ۶۸     |
| اتلتیکو مادرید  | یوفا       | ۶۷     |
| بنفیکا          | یوفا       | ۵۲     |
| یوونتوس         | یوفا       | ۴۷     |
| ردبول سالزبورگ  | یوفا       | ۴۰     |

| تیم          | کنفدراسیون | امتیاز |
| ------------ | ---------- | ------ |
| الهلال       | ای‌اف‌سی     | ۱۱۸    |
| اولسان اچ‌دی  | ای‌اف‌سی     | ۸۱     |
| الاهلی       | کاف        | ۱۴۰    |
| الوداد       | کاف        | ۱۰۸    |
| مونتری       | کونکاکاف   | ۵۲     |
| لئون         | کونکاکاف   | ۴۷     |
| بوکا جونیورز | کونمبول    | ۷۱     |
| بوتافوگو     | کونمبول    | ۳۷     |

| تیم                | کنفدراسیون | امتیاز |
| ------------------ | ---------- | ------ |
| اوراوا رد دایموندز | ای‌اف‌سی     | ۴۹     |
| العین              | ای‌اف‌سی     | ۴۳     |
| اسپرانس تونس       | کاف        | ۱۰۰    |
| ماملودی سانداونز   | کاف        | ۹۸     |
| پاچوکا             | کونکاکاف   | ۳۴     |
| سیاتل ساندرز       | کونکاکاف   | ۲۸     |
| اوکلند سیتی        | اواف‌سی     | ۶۶     |
| اینتر میامی        | میزبان     | —      |

### گروه‌ها
| رتبه | تیم         |
| ---- | ----------- |
| A۱   | پالمیراس    |
| A۲   | پورتو       |
| A۳   | الاهلی      |
| A۴   | اینتر میامی |

| رتبه | تیم            |
| ---- | -------------- |
| B۱   | پاری سن-ژرمن   |
| B۲   | اتلتیکو مادرید |
| B۳   | بوتافوگو       |
| B۴   | سیاتل ساندرز   |

| رتبه | تیم          |
| ---- | ------------ |
| C۱   | بایرن مونیخ  |
| C۲   | اوکلند سیتی  |
| C۳   | بوکا جونیورز |
| C۴   | بنفیکا       |

| رتبه | تیم          |
| ---- | ------------ |
| D۱   | فلامینگو     |
| D۲   | اسپرانس تونس |
| D۳   | چلسی         |
| D۴   | لس آنجلس     |

| رتبه | تیم                |
| ---- | ------------------ |
| E۱   | ریور پلاته         |
| E۲   | اوراوا رد دایموندز |
| E۳   | مونتری             |
| E۴   | اینتر میلان        |

| رتبه | تیم              |
| ---- | ---------------- |
| F۱   | فلومیننزه        |
| F۲   | بروسیا دورتموند  |
| F۳   | اولسان اچ‌دی      |
| F۴   | ماملودی سانداونز |

| رتبه | تیم         |
| ---- | ----------- |
| G۱   | منچستر سیتی |
| G۲   | الوداد      |
| G۳   | العین       |
| G۴   | یوونتوس     |

| رتبه | تیم            |
| ---- | -------------- |
| H۱   | رئال مادرید    |
| H۲   | الهلال         |
| H۳   | پاچوکا         |
| H۴   | ردبول سالزبورگ |

## ورزشگاه‌ها
در ۲۸ سپتامبر ۲۰۲۴، فیفا دوازده ورزشگاه را در یازده شهر برای مسابقات اعلام کرد: لینکولن فایننشال فیلد در فیلادلفیا، پنسیلوانیا، آئودی فیلد در واشینگتن دی.سی.؛ لومن فیلد در سیاتل، واشینگن، رز بول در پاسادینا، کالیفرنیا، تی‌کیوال در سینسیناتی، اوهایو، بنک آو امریکا در شارلوت، کارولینای شمالی، مرسدس-بنز در آتلانتا، جورجیا، هارد راک در میامی گاردنز، فلوریدا، که میزبان بازی افتتاحیه که شامل اینتر میامی می‌شود است می‌شود؛ ژئودیس پارک در نشویل، تنسی، کمپینگ ورلد و اینتر اند کو در اورلاندو، فلوریدا و متلایف در رادرفورد شرقی، نیوجرسی که میزبان فینال بود. لومن فیلد میزبان هر سه بازی مرحله گروهی سیاتل ساندرز خواهد بود. در بین این ورزشگاه‌ها، ۵ ورزشگاه برای میزبانی جام جهانی فوتبال ۲۰۲۶ استفاده می‌شوند. برخلاف سایر مسابقات فیفا، از جمله جام جهانی فوتبال ۲۰۲۶، همه ورزشگاه‌ها حقوق نامگذاری اصلی خود را حفظ کردند.
| پاسادینا، کالیفرنیا (لس آنجلس بزرگ)          | رادرفورد شرقی، نیوجرسی (منطقه کلان‌شهری نیویورک) | شارلوت، کارولینای شمالی |
| -------------------------------------------- | ----------------------------------------------- | ----------------------- |
| ورزشگاه رز بول                               | ورزشگاه متلایف                                  | ورزشگاه بنک آو امریکا   |
| گنجایش: ۸۸,۵۰۰                               | گنجایش: ۸۲,۵۰۰                                  | گنجایش: ۷۵,۰۰۰          |
|                                              |                                                 |                         |
| آتلانتا، جورجیا                              | فیلادلفیا، پنسیلوانیا                           | سیاتل، واشینگتن         |
| ورزشگاه مرسدس-بنز                            | ورزشگاه لینکولن فایننشال فیلد                   | ورزشگاه لومن فیلد       |
| گنجایش: ۷۵,۰۰۰                               | گنجایش: ۶۹,۰۰۰                                  | گنجایش: ۶۹,۰۰۰          |
|                                              |                                                 |                         |
| میامی گاردنز، فلوریدا (منطقه کلان‌شهری میامی) | اورلاندو، فلوریدا                               | اورلاندو، فلوریدا       |
| ورزشگاه هارد راک                             | ورزشگاه کمپینگ ورلد                             | ورزشگاه اینتر اند کو    |
| گنجایش: ۶۵,۰۰۰                               | گنجایش: ۶۵,۰۰۰                                  | گنجایش: ۲۵,۰۰۰          |
|                                              |                                                 |                         |
| نشویل، تنسی                                  | سینسیناتی، اوهایو                               | واشینگتن دی.سی.         |
| ورزشگاه ژئودیس پارک                          | ورزشگاه تی‌کیوال                                 | ورزشگاه آئودی فیلد      |
| گنجایش: ۳۰,۰۰۰                               | گنجایش: ۲۶,۰۰۰                                  | گنجایش: ۲۰,۰۰۰          |
|                                              |                                                 |                         |

| - 1 آتلانتا - 2 شارلوت - 3 سینسیناتی - 4 رادرفورد شرقی - 5 میامی گاردنز - 6 نشویل | - 7 اورلاندو - 8 پاسادینا - 9 فیلادلفیا - 10 سیاتل - 11 واشینگتن دی.سی. |

### زمین‌های تمرین
طبق گزارشی از ده اتلتیک، فیفا سایت‌هایی را در شهرهای میزبان برای پایگاه‌های تمرینی تیم‌ها با اولویت باشگاه‌هایی که مسابقات بیشتری در آن منطقه دارند، تعیین کرده است. به باشگاه‌ها اجازه داده شد که به طور مستقل با سایر مالکان و اپراتورهای تأسیسات، از جمله چندین برنامه ورزشی کالج، مذاکره کنند تا زمین تمرین خود را حفظ کنند. چندین تسهیلات نیز توسط فیفا برای استفاده در مراحل بعدی مسابقات توسط تیم‌های واجد شرایط در دور حذفی تعیین شدند. کمپ‌های اصلی تیم‌ها برای مرحله گروهی در تاریخ ۳ ژوئن ۲۰۲۵ توسط فیفا تأیید شد.
| تیم                | کمپ اصلی                            | زمین تمرین                                |
| ------------------ | ----------------------------------- | ----------------------------------------- |
| الاهلی             | دیوی، فلوریدا                       | دانشگاه نوا ساوت‌ایسترن                    |
| الاهلی             | بسکینگ ریج، نیوجرسی                 | مدرسه پینگری                              |
| العین              | الکساندریا، ویرجینیا                | دبیرستان اپیسکوپال                        |
| الهلال             | لیسبورگ، ویرجینیا                   | مرکز تمرینی دی‌سی یونایتد                  |
| الهلال             | نشویل، تنسی                         | مرکز ورزشی باشگاه فوتبال نشویل            |
| اتلتیکو مادرید     | لس آنجلس، کالیفرنیا                 | ورزشگاه یادبود کولیسیم لس آنجلس           |
| اوکلند سیتی        | چاتانوگا، تنسی                      | مدرسه بیلور                               |
| بایرن مونیخ        | بی‌لیک، فلوریدا                      | مجموعه ورزشی دنیای گسترده ای‌اس‌پی‌ان        |
| بنفیکا             | تمپا، فلوریدا                       | واترز اسپورتسپلکس                         |
| بوکا جونیورز       | میامی شورز، فلوریدا                 | دانشگاه بری                               |
| بروسیا دورتموند    | فورت لادردیل، فلوریدا               | مرکز ورزشی فلوریدا بلو                    |
| بوتافوگو           | مونتسیتو، کالیفرنیا                 | کالج وست مونت                             |
| چلسی               | چستر، پنسیلوانیا                    | مرکز ورزشی فیلادلفیا یونیون               |
| چلسی               | دیوی، فلوریدا                       | دانشگاه نوا ساوت‌ایسترن                    |
| اسپرانس تونس       | روچستر هیلز، میشیگان                | دانشگاه اوکلند                            |
| فلامینگو           | گالووی، نیوجرسی                     | دانشگاه استاکتون                          |
| فلامینگو           | بی‌لیک، فلوریدا                      | مجموعه ورزشی دنیای گسترده ای‌اس‌پی‌ان        |
| فلومیننزه          | کلمبیا، کارولینای جنوبی             | دانشگاه کارولینای جنوبی                   |
| اینتر میامی        | فورت لادردیل، فلوریدا               | مرکز ورزشی فلوریدا بلو                    |
| اینتر میلان        | لس آنجلس، کالیفرنیا                 | دانشگاه کالیفرنیا، لس آنجلس               |
| اینتر میلان        | رنتون، واشینگتن                     | مجموعه ورزشی ویرجینیا میسون               |
| یوونتوس            | وایت سالفر اسپرینگز، ویرجینیای غربی | گرینبریر                                  |
| یوونتوس            | اورلاندو، فلوریدا                   | چمپیونزگیت                                |
| لس آنجلس           | میکن، جورجیا                        | دانشگاه مرسر                              |
| ماملودی سانداونز   | برادنتون، فلوریدا                   | آی‌ام‌جی آکادمی                             |
| منچستر سیتی        | بوکا راتون، فلوریدا                 | دانشگاه لین                               |
| مونتری             | لس آنجلس، کالیفرنیا                 | دانشگاه لویولا مریمونت                    |
| پاچوکا             | شارلوت، کارولینای شمالی             | دانشگاه کارولینای شمالی در شارلوت         |
| پالمیراس           | گرینزبورو، کارولینای شمالی          | دانشگاه کارولینای شمالی در گرینزبورو      |
| پاری سن-ژرمن       | ایرواین، کالیفرنیا                  | دانشگاه کالیفرنیا، ارواین                 |
| پورتو              | پیسکتاوای، نیوجرسی                  | دانشگاه راتگرز                            |
| رئال مادرید        | پالم بیچ گاردنز، فلوریدا            | گاردنز نورث کانتی دیستریکت پارک           |
| ردبول سالزبورگ     | ویپانی، نیوجرسی                     | زمین تمرین ملانی لین                      |
| ریور پلاته         | رنتون، واشینگتن                     | مرکز عملکرد و باشگاه ورزشی پراویدنس سویدن |
| سیاتل ساندرز       | رنتون، واشینگتن                     | مرکز عملکرد و باشگاه ورزشی پراویدنس سویدن |
| اولسان اچ‌دی        | شارلوت، کارولینای شمالی             | زمین تمرینی باشگاه فوتبال شارلوت          |
| اوراوا رد دایموندز | پورتلند، اورگن                      | دانشگاه پورتلند                           |
| الوداد             | بتزدا، مریلند                       | مدرسه لندون                               |

1. ↑  دانشگاه اوکلند آدرس پستی روچستر را دارد، اما مجموعه ورزشی فوتبال این دانشگاه در محدوده شهری روچستر هیلز قرار دارد.

## داوران
در ۱۴ آوریل ۲۰۲۵، فیفا تایید کرد که ۱۱۷ داور از ۴۱ انجمن عضو برای مسابقات انتخاب خواهند شد. این شامل ۳۵ داور، ۵۸ کمک داور، و ۲۴ کمک‌داور ویدئویی است.
| کنفدراسیون | داور              | کمک داوران                             | کمک داوران ویدئویی | داورهای ذخیره              |
| ---------- | ----------------- | -------------------------------------- | --- | -------------------------- |
| ای‌اف‌سی     | علیرضا فغانی      | آنتون شچتینین اشلی بیچم                | خمیس المری شان ایوانز فو مینگ محمد عبید خادم                                                                                                | عمر العلی ما نینگ          |
| ای‌اف‌سی     | سلمان فلاحی       | رمضان النائمی مجید الشمری              | خمیس المری شان ایوانز فو مینگ محمد عبید خادم                                                                                                | عمر العلی ما نینگ          |
| ای‌اف‌سی     | ایلگیز تانتاشف    | تیمور گاینولین آندری تساپنکو           | خمیس المری شان ایوانز فو مینگ محمد عبید خادم                                                                                                | عمر العلی ما نینگ          |
| کاف        | دهان بیضا         | جرسون امیلیانو دوس سانتوس استیون ییمبه | حمزه الفارق محمود عاشور | معتز ابراهیم ژان-ژاک ندالا |
| کاف        | مصطفی غربال       | مقران غوراری عباس اکرم زرهونی          | حمزه الفارق محمود عاشور | معتز ابراهیم ژان-ژاک ندالا |
| کاف        | عیسی سی           | جیبریل کامارا نوحه بانگورا             | حمزه الفارق محمود عاشور | معتز ابراهیم ژان-ژاک ندالا |
| کونکاکاف   | ایوان بارتون      | دیوید موران هنری پوپیرو                | تاتیانا گوزمان اریک گالیندو گیلرمو پاچیکو آرماندو ویارئال                                                                                   |                            |
| کونکاکاف   | درو فیشر          | لیس آرفا مایکل بارویگان                | تاتیانا گوزمان اریک گالیندو گیلرمو پاچیکو آرماندو ویارئال                                                                                   |                            |
| کونکاکاف   | سید مارتینس       | والتر لوپز کریستین رامیرز              | تاتیانا گوزمان اریک گالیندو گیلرمو پاچیکو آرماندو ویارئال                                                                                   |                            |
| کونکاکاف   | توری پنسو         | کاترین نسبیت بروک مایو                 | تاتیانا گوزمان اریک گالیندو گیلرمو پاچیکو آرماندو ویارئال                                                                                   |                            |
| کونکاکاف   | سزار راموس        | آلبرتو مورین مارکو بیسگوئرا            | تاتیانا گوزمان اریک گالیندو گیلرمو پاچیکو آرماندو ویارئال                                                                                   |                            |
| کونمبول    | رامون آباتی       | رافائل آلوز دانیلو مانیس               | نیکولاس گالو لئودان گونزالس خوان لارا هرنان ماسترانجلو خوان سوتو                                                                            | گوستاوو تخیرا              |
| کونمبول    | خوان گابریل بنیتز | ادواردو کاردوزو میلسیادس سالدیوار      | نیکولاس گالو لئودان گونزالس خوان لارا هرنان ماسترانجلو خوان سوتو                                                                            | گوستاوو تخیرا              |
| کونمبول    | یائل فالکون       | فاکوندو رودریگز ماکسیمیلیانو دل ییسو   | نیکولاس گالو لئودان گونزالس خوان لارا هرنان ماسترانجلو خوان سوتو                                                                            | گوستاوو تخیرا              |
| کونمبول    | کریستین گارای     | خوزه ریتامال میگل روچا                 | نیکولاس گالو لئودان گونزالس خوان لارا هرنان ماسترانجلو خوان سوتو                                                                            | گوستاوو تخیرا              |
| کونمبول    | ویلتون سامپایو    | برونو بوسچیلیا برونو پیرز              | نیکولاس گالو لئودان گونزالس خوان لارا هرنان ماسترانجلو خوان سوتو                                                                            | گوستاوو تخیرا              |
| کونمبول    | فاکوندو تیو       | خوان پابلو بلاتی گابریل چاد            | نیکولاس گالو لئودان گونزالس خوان لارا هرنان ماسترانجلو خوان سوتو                                                                            | گوستاوو تخیرا              |
| کونمبول    | خسوس والنسوئلا    | خورخه اوره‌گو تولیو مورنو               | نیکولاس گالو لئودان گونزالس خوان لارا هرنان ماسترانجلو خوان سوتو                                                                            | گوستاوو تخیرا              |
| اواف‌سی     |                   |                                        | | کمپبل-کرک کاوانا-واو       |
| یوفا       | اسپن اسکاس        | یان اریک انگان ایزاک باشوکین           | ایوان ببک جروم بریزارد باستیان دانکرت کارلوس دل سرو گرانده مارکو دی بلو راب دیپرینک الخاندرو هرناندز هرناندز توماش کویاتکوفسکی برام فن دریش |                            |
| یوفا       | ایشتوان کوواچ     | میهای ماریوس ماریکا فرانس تونیوگی      | ایوان ببک جروم بریزارد باستیان دانکرت کارلوس دل سرو گرانده مارکو دی بلو راب دیپرینک الخاندرو هرناندز هرناندز توماش کویاتکوفسکی برام فن دریش |                            |
| یوفا       | فرانسوا لتکسیر    | سیریل موگنیه مهدی رحمونی               | ایوان ببک جروم بریزارد باستیان دانکرت کارلوس دل سرو گرانده مارکو دی بلو راب دیپرینک الخاندرو هرناندز هرناندز توماش کویاتکوفسکی برام فن دریش |                            |
| یوفا       | دنی ماکلی         | هسل استگسترا یان دی وریس               | ایوان ببک جروم بریزارد باستیان دانکرت کارلوس دل سرو گرانده مارکو دی بلو راب دیپرینک الخاندرو هرناندز هرناندز توماش کویاتکوفسکی برام فن دریش |                            |
| یوفا       | شیمون مارسینیاک   | توماش لیستکیویچ آدام کوپسیک            | ایوان ببک جروم بریزارد باستیان دانکرت کارلوس دل سرو گرانده مارکو دی بلو راب دیپرینک الخاندرو هرناندز هرناندز توماش کویاتکوفسکی برام فن دریش |                            |
| یوفا       | گلن نایبرگ        | مهبد بیگی آندریاس سودرکویست            | ایوان ببک جروم بریزارد باستیان دانکرت کارلوس دل سرو گرانده مارکو دی بلو راب دیپرینک الخاندرو هرناندز هرناندز توماش کویاتکوفسکی برام فن دریش |                            |
| یوفا       | مایکل الیور       | استوارت برت جیمز مینورینگ              | ایوان ببک جروم بریزارد باستیان دانکرت کارلوس دل سرو گرانده مارکو دی بلو راب دیپرینک الخاندرو هرناندز هرناندز توماش کویاتکوفسکی برام فن دریش |                            |
| یوفا       | آنتونی تیلور      | گری بسویک آدام نون                     | ایوان ببک جروم بریزارد باستیان دانکرت کارلوس دل سرو گرانده مارکو دی بلو راب دیپرینک الخاندرو هرناندز هرناندز توماش کویاتکوفسکی برام فن دریش |                            |
| یوفا       | کلمن تورپین       | نیکولاس دانوس بنجامین پاجس             | ایوان ببک جروم بریزارد باستیان دانکرت کارلوس دل سرو گرانده مارکو دی بلو راب دیپرینک الخاندرو هرناندز هرناندز توماش کویاتکوفسکی برام فن دریش |                            |
| یوفا       | اسلاوکو وینچیچ    | توماس کلانچنیک آندراس کواچیچ           | ایوان ببک جروم بریزارد باستیان دانکرت کارلوس دل سرو گرانده مارکو دی بلو راب دیپرینک الخاندرو هرناندز هرناندز توماش کویاتکوفسکی برام فن دریش |                            |
| یوفا       | فلیکس زوایر       | روبرت کمپتر کریستین دیتز               | ایوان ببک جروم بریزارد باستیان دانکرت کارلوس دل سرو گرانده مارکو دی بلو راب دیپرینک الخاندرو هرناندز هرناندز توماش کویاتکوفسکی برام فن دریش |                            |

## برنامه مسابقات
در ۱۷ دسامبر ۲۰۲۳، فیفا تأیید کرد که مسابقات از ۱۵ ژوئن تا ۱۳ ژوئیه ۲۰۲۵ برگزار می‌شود. قبل از قرعه کشی، فقط تاریخ و محل برگزاری بازی افتتاحیه (شامل اینتر میامی) و فینال به همراه محل برگزاری مسابقات مرحله گروهی سیاتل ساندرز تایید شد. برنامه کامل مسابقات به همراه مکان و زمان شروع بازی پس از قرعه کشی، نهایی و در ۷ دسامبر ۲۰۲۴ منتشر شد. تاریخ شروع مسابقات از ۱۵ به ۱۴ ژوئن منتقل شد. این برنامه با در نظر گرفتن عواملی مانند "معیارهای ورزشی و بازیکن محوری، هواداران محلی و مسافرتی و ملاحظات پخش جهانی" ایجاد شده است.

## بازیکنان
هر باشگاه موظف بود یک تیم موقت بین ۲۶ تا ۵۰ بازیکن را برای این مسابقات معرفی کند. از ۱ تا ۱۰ ژوئن ۲۰۲۵، انجمن‌های عضو همه باشگاه‌های شرکت‌کننده یک پنجره نقل و انتقالات مخصوص را باز کردند تا امکان ثبت نام بازیکنان تازه امضا شده فراهم شود. باشگاه‌ها موظف بودند تا ۱۰ ژوئن تیم‌های نهایی خود را که بین ۲۶ تا ۳۵ بازیکن، از جمله حداقل سه دروازه‌بان بودند، معرفی کنند. در طول این رقابت‌ها، باشگاه‌ها می‌توانند از ۲۷ ژوئن تا ۳ ژوئیه تغییرات محدودی در لیست‌های نهایی خود ایجاد کنند، در صورتی که انجمن عضو باشگاه در این دوره پنجره نقل و انتقالات داشته باشد، اگرچه هیچ بازیکنی نمی‌تواند در طول مسابقات برای دو باشگاه بازی کند. اگر دروازه‌بان یک باشگاه از مصدومیت یا بیماری رنج ببرد، آن بازیکن می‌تواند در هر زمانی جایگزین شود.

## مراسم افتتاحیه
فرنچ مونتانا و سوئه لی، خوانندگان اصلی مراسم افتتاحیه بودند که در ورزشگاه هارد راک میامی و قبل از مسابقه افتتاحیه بین الاهلی و اینتر میامی با قضاوت علیرضا فغانی برگزار شد. ویکینا و ریچالیو نیز در طول مراسم اجرا داشتند. این مراسم از شبکه دازون پخش شد.

## مرحله گروهی
در مرحله گروهی، تیم‌ها به هشت گروه چهار تیمی (گروه‌های A تا H) تقسیم شدند. تیم‌های هر گروه به صورت نوبت‌گردشی با یکدیگر بازی کردند که از این مرحله دو تیم برتر هر گروه به مرحله حذفی راه یافتند.
| معیارهای تساوی‌شکن برای بازی‌های گروهی |
| --- |
| رتبه‌بندی تیم‌ها در هر گروه بر اساس امتیازات کسب شده در تمام مسابقات گروهی تعیین شد. اگر دو یا چند تیم از نظر امتیاز برابر بودند، رتبه‌بندی به شرح زیر بود:1. امتیازات کسب شده در مسابقات انجام شده بین تیم‌های مورد نظر؛ 2. تفاضل گل در بازی‌های انجام شده بین تیم‌های مورد نظر؛ 3. تعداد گل‌های زده شده در بازی‌های انجام شده بین تیم‌های مورد نظر؛ اگر پس از اعمال معیارهای ۱ تا ۳، تیم‌ها همچنان دارای رده‌بندی برابر باشند، معیارهای ۱ تا ۳ منحصراً برای مسابقات بین تیم‌هایی که هنوز هم‌تراز هستند، مجدداً اعمال می‌شود تا رتبه‌بندی نهایی آنها مشخص شود. اگر این رویه هم جواب نداد، معیارهای ۵ تا ۹ اعمال خواهند شد؛1. تفاضل گل در تمامی مسابقات گروهی؛ 2. تعداد گل‌های زده شده در تمامی بازی های گروهی؛ 3. امتیاز بازی جوانمردانه در تمام مسابقات گروهی (فقط یک قیاس می‌تواند برای یک بازیکن یا مربی در یک مسابقه اعمال شود): - کارت زرد: ۱− امتیاز; - کارت قرمز غیرمستقیم (دومین کارت زرد): ۳− امتیاز; - کارت قرمز مستقیم: ۴− امتیاز; - کارت زرد و کارت قرمز مستقیم: ۵− امتیاز; 1. قرعه کشی |

### گروه A
| رتبه | تیم         | بازی | برد | مساوی | باخت | گل زده | گل خورده | گل تفاضل | امتیاز | صلاحیت             |
| ---- | ----------- | ---- | --- | ----- | ---- | ------ | -------- | -------- | ------ | ------------------ |
| ۱    | پالمیراس    | ۳    | ۱   | ۲     | ۰    | ۴      | ۲        | ۲+       | ۵      | صعود به مرحله حذفی |
| ۲    | اینتر میامی | ۳    | ۱   | ۲     | ۰    | ۴      | ۳        | ۱+       | ۵      | صعود به مرحله حذفی |
| ۳    | پورتو       | ۳    | ۰   | ۲     | ۱    | ۵      | ۶        | ۱−       | ۲      |                    |
| ۴    | الاهلی      | ۳    | ۰   | ۲     | ۱    | ۴      | ۶        | ۲−       | ۲      |                    |

1. 1 2  در نتیجه بازی‌های رودررو (اینتر میامی ۲–۲ پالمیراس) مساوی شدند. از تفاضل گل کلی به عنوان معیار تساوی‌شکن استفاده شد.
2. 1 2  در نتیجه رودررو (پورتو ۴–۴ الاهلی) مساوی شدند. از تفاضل گل کلی به عنوان معیار تساوی‌شکن استفاده شد.

| الاهلی | ۰–۰   | اینتر میامی |
| ------ | ----- | ----------- |
|        | گزارش |             |

| پالمیراس | ۰–۰   | پورتو |
| -------- | ----- | ----- |
|          | گزارش |       |

| پالمیراس                            | ۲–۰   | الاهلی |
| ----------------------------------- | ----- | ------ |
| - ابو علی ۴۹' (گل‌به‌خودی) - لوپز ۵۹' | گزارش |        |

| اینتر میامی            | ۲–۱   | پورتو                 |
| ---------------------- | ----- | --------------------- |
| - سگوویا ۴۷' - مسی ۵۴' | گزارش | عمورودیون ۸' (پنالتی) |

| اینتر میامی             | ۲–۲   | پالمیراس                      |
| ----------------------- | ----- | ----------------------------- |
| - آلنده ۱۶' - سوارز ۶۵' | گزارش | - پائولینیو ۸۰' - موریسیو ۸۷' |

| پورتو                                           | ۴–۴   | الاهلی                                            |
| ----------------------------------------------- | ----- | ------------------------------------------------- |
| - مورا ۲۳' - گومس ۵۰' - عمورودیون ۵۳' - پپه ۸۹' | گزارش | - ابو علی ۱۵'، ۴۵+۲' (پنالتی)، ۵۱' - بن رمضان ۶۴' |

### گروه B
| رتبه | تیم            | بازی | برد | مساوی | باخت | گل زده | گل خورده | گل تفاضل | امتیاز | صلاحیت             |
| ---- | -------------- | ---- | --- | ----- | ---- | ------ | -------- | -------- | ------ | ------------------ |
| ۱    | پاری سن-ژرمن   | ۳    | ۲   | ۰     | ۱    | ۶      | ۱        | ۵+       | ۶      | صعود به مرحله حذفی |
| ۲    | بوتافوگو       | ۳    | ۲   | ۰     | ۱    | ۳      | ۲        | ۱+       | ۶      | صعود به مرحله حذفی |
| ۳    | اتلتیکو مادرید | ۳    | ۲   | ۰     | ۱    | ۴      | ۵        | ۱−       | ۶      |                    |
| ۴    | سیاتل ساندرز   | ۳    | ۰   | ۰     | ۳    | ۲      | ۷        | ۵−       | ۰      |                    |

1. 1 2 3  امتیاز مساوی در بازی‌های رودررو (۳). تفاضل گل رودررو: پاری سن ژرمن ۳+، بوتافوگو ۰، اتلتیکو مادرید ۳–.

| پاری سن-ژرمن                                                         | ۴–۰   | اتلتیکو مادرید |
| -------------------------------------------------------------------- | ----- | -------------- |
| - رویز ۱۹' - ویتینیا ۴۵+۱' - مایولو ۸۷' - لی کانگ این ۹۰+۷' (پنالتی) | گزارش |                |

| بوتافوگو                     | ۲–۱   | سیاتل ساندرز  |
| ---------------------------- | ----- | ------------- |
| - کونها ۲۸' - ایگور خسوس ۴۴' | گزارش | ک. رولدان ۷۵' |

| سیاتل ساندرز | ۱–۳   | اتلتیکو مادرید                |
| ------------ | ----- | ----------------------------- |
| روسناک ۵۰'   | گزارش | - باریوس ۱۱'، ۵۵' - ویتسل ۴۷' |

| پاری سن-ژرمن | ۰–۱   | بوتافوگو       |
| ------------ | ----- | -------------- |
|              | گزارش | ایگور خسوس ۳۶' |

| سیاتل ساندرز | ۰–۲   | پاری سن-ژرمن                  |
| ------------ | ----- | ----------------------------- |
|              | گزارش | - کواراتسخلیا ۳۵' - حکیمی ۶۶' |

| اتلتیکو مادرید | ۱–۰   | بوتافوگو |
| -------------- | ----- | -------- |
| گریزمن ۸۷'     | گزارش |          |

### گروه C
| رتبه | تیم          | بازی | برد | مساوی | باخت | گل زده | گل خورده | گل تفاضل | امتیاز | صلاحیت             |
| ---- | ------------ | ---- | --- | ----- | ---- | ------ | -------- | -------- | ------ | ------------------ |
| ۱    | بنفیکا       | ۳    | ۲   | ۱     | ۰    | ۹      | ۲        | ۷+       | ۷      | صعود به مرحله حذفی |
| ۲    | بایرن مونیخ  | ۳    | ۲   | ۰     | ۱    | ۱۲     | ۲        | ۱۰+      | ۶      | صعود به مرحله حذفی |
| ۳    | بوکا جونیورز | ۳    | ۰   | ۲     | ۱    | ۴      | ۵        | ۱−       | ۲      |                    |
| ۴    | اوکلند سیتی  | ۳    | ۰   | ۱     | ۲    | ۱      | ۱۷       | ۱۶−      | ۱      |                    |

| بایرن مونیخ                                                                                   | ۱۰–۰  | اوکلند سیتی |
| --------------------------------------------------------------------------------------------- | ----- | ----------- |
| - کومان ۶'، ۲۱' - بوی ۱۸' - اولیس ۲۰'، ۴۵+۳' - مولر ۴۵'، ۸۹' - موسیالا ۶۷'، ۷۳' (پنالتی)، ۸۴' | گزارش |             |

| بوکا جونیورز               | ۲–۲   | بنفیکا                                   |
| -------------------------- | ----- | ---------------------------------------- |
| - مرنتیل ۲۱' - باتگلیا ۲۷' | گزارش | - دی ماریا ۴۵+۳' (پنالتی) - اوتامندی ۸۴' |

| بنفیکا                                                                                 | ۶–۰   | اوکلند سیتی |
| -------------------------------------------------------------------------------------- | ----- | ----------- |
| - دی ماریا ۴۵+۸' (پنالتی)، ۹۰+۸' (پنالتی) - پاولیدیس ۵۳' - سانچز ۶۳' - باریرو ۷۶'، ۷۸' | گزارش |             |

| بایرن مونیخ           | ۲–۱   | بوکا جونیورز |
| --------------------- | ----- | ------------ |
| - کین ۱۸' - اولیس ۸۴' | گزارش | مرنتیل ۶۶'   |

| اوکلند سیتی | ۱–۱   | بوکا جونیورز        |
| ----------- | ----- | ------------------- |
| گری ۵۲'     | گزارش | گارو ۲۶' (گل‌به‌خودی) |

| بنفیکا      | ۱–۰   | بایرن مونیخ |
| ----------- | ----- | ----------- |
| شیلدروپ ۱۳' | گزارش |             |

### گروه D
| رتبه | تیم          | بازی | برد | مساوی | باخت | گل زده | گل خورده | گل تفاضل | امتیاز | صلاحیت             |
| ---- | ------------ | ---- | --- | ----- | ---- | ------ | -------- | -------- | ------ | ------------------ |
| ۱    | فلامینگو     | ۳    | ۲   | ۱     | ۰    | ۶      | ۲        | ۴+       | ۷      | صعود به مرحله حذفی |
| ۲    | چلسی         | ۳    | ۲   | ۰     | ۱    | ۶      | ۳        | ۳+       | ۶      | صعود به مرحله حذفی |
| ۳    | اسپرانس تونس | ۳    | ۱   | ۰     | ۲    | ۱      | ۵        | ۴−       | ۳      |                    |
| ۴    | لس آنجلس     | ۳    | ۰   | ۱     | ۲    | ۱      | ۴        | ۳−       | ۱      |                    |

| چلسی                    | ۲–۰   | لس آنجلس |
| ----------------------- | ----- | -------- |
| - نتو ۳۴' - فرناندز ۷۹' | گزارش |          |

| فلامینگو                              | ۲–۰   | اسپرانس تونس |
| ------------------------------------- | ----- | ------------ |
| - د آراسکائتا ۱۷' - لوئیر آرائوخو ۷۰' | گزارش |              |

| فلامینگو                                        | ۳–۱   | چلسی    |
| ----------------------------------------------- | ----- | ------- |
| - برونو هنریکه ۶۲' - دانیلو ۶۵' - والاس یان ۸۳' | گزارش | نتو ۱۳' |

| لس آنجلس | ۰–۱   | اسپرانس تونس |
| -------- | ----- | ------------ |
|          | گزارش | بلایلی ۷۰'   |

| لس آنجلس   | ۱–۱   | فلامینگو      |
| ---------- | ----- | ------------- |
| بوانگا ۸۴' | گزارش | والاس یان ۸۶' |

| اسپرانس تونس | ۰–۳   | چلسی                                        |
| ------------ | ----- | ------------------------------------------- |
|              | گزارش | - آدارابیویو ۴۵+۳' - دلپ ۴۵+۵' - جورج ۹۰+۷' |

### گروه E
| رتبه | تیم                | بازی | برد | مساوی | باخت | گل زده | گل خورده | گل تفاضل | امتیاز | صلاحیت             |
| ---- | ------------------ | ---- | --- | ----- | ---- | ------ | -------- | -------- | ------ | ------------------ |
| ۱    | اینتر میلان        | ۳    | ۲   | ۱     | ۰    | ۵      | ۲        | ۳+       | ۷      | صعود به مرحله حذفی |
| ۲    | مونتری             | ۳    | ۱   | ۲     | ۰    | ۵      | ۱        | ۴+       | ۵      | صعود به مرحله حذفی |
| ۳    | ریور پلاته         | ۳    | ۱   | ۱     | ۱    | ۳      | ۳        | ۰        | ۴      |                    |
| ۴    | اوراوا رد دایموندز | ۳    | ۰   | ۰     | ۳    | ۲      | ۹        | ۷−       | ۰      |                    |

| ریور پلاته                          | ۳–۱   | اوراوا رد دایموندز |
| ----------------------------------- | ----- | ------------------ |
| - کلیدیو ۱۲' - دریوسی ۴۸' - مسا ۷۳' | گزارش | ماتسو ۵۸' (پنالتی) |

| مونتری    | ۱–۱   | اینتر میلان    |
| --------- | ----- | -------------- |
| راموس ۲۵' | گزارش | ل. مارتینز ۴۲' |

| اینتر میلان                      | ۲–۱   | اوراوا رد دایموندز |
| -------------------------------- | ----- | ------------------ |
| - ل. مارتینز ۷۸' - کاربونی ۹۰+۲' | گزارش | واتانابه ۱۱'       |

| ریور پلاته | ۰–۰   | مونتری |
| ---------- | ----- | ------ |
|            | گزارش |        |

| اینتر میلان                       | ۲–۰   | ریور پلاته |
| --------------------------------- | ----- | ---------- |
| - ف. اسپوزیتو ۷۲' - باستونی ۹۰+۳' | گزارش |            |

| اوراوا رد دایموندز | ۰–۴   | مونتری                                        |
| ------------------ | ----- | --------------------------------------------- |
|                    | گزارش | - دئوسا ۳۰' - برترامه ۳۴'، ۹۰+۷' - کورونا ۳۹' |

### گروه F
| رتبه | تیم              | بازی | برد | مساوی | باخت | گل زده | گل خورده | گل تفاضل | امتیاز | صلاحیت             |
| ---- | ---------------- | ---- | --- | ----- | ---- | ------ | -------- | -------- | ------ | ------------------ |
| ۱    | بروسیا دورتموند  | ۳    | ۲   | ۱     | ۰    | ۵      | ۳        | ۲+       | ۷      | صعود به مرحله حذفی |
| ۲    | فلومیننزه        | ۳    | ۱   | ۲     | ۰    | ۴      | ۲        | ۲+       | ۵      | صعود به مرحله حذفی |
| ۳    | ماملودی سانداونز | ۳    | ۱   | ۱     | ۱    | ۴      | ۴        | ۰        | ۴      |                    |
| ۴    | اولسان اچ‌دی      | ۳    | ۰   | ۰     | ۳    | ۲      | ۶        | ۴−       | ۰      |                    |

| فلومیننزه | ۰–۰   | بروسیا دورتموند |
| --------- | ----- | --------------- |
|           | گزارش |                 |

| اولسان اچ‌دی | ۰–۱   | ماملودی سانداونز |
| ----------- | ----- | ---------------- |
|             | گزارش | رینرز ۳۶'        |

| ماملودی سانداونز                      | ۳–۴   | بروسیا دورتموند                                                |
| ------------------------------------- | ----- | -------------------------------------------------------------- |
| - ریبیرو ۱۱' - رینرز ۶۲' - موثیبا ۹۰' | گزارش | - ان‌مکا ۱۶' - گیراسی ۳۴' - بلینگام ۴۵' - مودائو ۵۹' (گل‌به‌خودی) |

| فلومیننزه                                        | ۴–۲   | اولسان اچ‌دی                            |
| ------------------------------------------------ | ----- | -------------------------------------- |
| - آریاس ۲۷' - نوناتو ۶۶' - فریتس ۸۳' - کنو ۹۰+۲' | گزارش | - لی جین-هیون ۳۷' - اوم وان-سانگ ۴۵+۳' |

| بروسیا دورتموند | ۱–۰   | اولسان اچ‌دی |
| --------------- | ----- | ----------- |
| سوونسون ۳۶'     | گزارش |             |

| ماملودی سانداونز | ۰–۰   | فلومیننزه |
| ---------------- | ----- | --------- |
|                  | گزارش |           |

### گروه G
| رتبه | تیم         | بازی | برد | مساوی | باخت | گل زده | گل خورده | گل تفاضل | امتیاز | صلاحیت             |
| ---- | ----------- | ---- | --- | ----- | ---- | ------ | -------- | -------- | ------ | ------------------ |
| ۱    | منچستر سیتی | ۳    | ۳   | ۰     | ۰    | ۱۳     | ۲        | ۱۱+      | ۹      | صعود به مرحله حذفی |
| ۲    | یوونتوس     | ۳    | ۲   | ۰     | ۱    | ۱۱     | ۶        | ۵+       | ۶      | صعود به مرحله حذفی |
| ۳    | العین       | ۳    | ۱   | ۰     | ۲    | ۲      | ۱۲       | ۱۰−      | ۳      |                    |
| ۴    | الوداد      | ۳    | ۰   | ۰     | ۳    | ۲      | ۸        | ۶−       | ۰      |                    |

| منچستر سیتی          | ۲–۰   | الوداد |
| -------------------- | ----- | ------ |
| - فودن ۲' - دوکو ۴۲' | گزارش |        |

| العین | ۰–۵   | یوونتوس                                                   |
| ----- | ----- | --------------------------------------------------------- |
|       | گزارش | - کولو موانی ۱۱'، ۴۵+۴' - کونسیسائو ۲۱'، ۵۸' - ییلدیز ۳۱' |

| یوونتوس                                                            | ۴–۱   | الوداد   |
| ------------------------------------------------------------------ | ----- | -------- |
| - بوطویل ۶' (گل‌به‌خودی) - ییلدیز ۱۶'، ۶۹' - ولاهوویچ ۹۰+۴' (پنالتی) | گزارش | لورچ ۲۵' |

| منچستر سیتی                                                                 | ۶–۰   | العین |
| --------------------------------------------------------------------------- | ----- | ----- |
| - گوندوغان ۸'، ۷۳' - ایچوری ۲۷' - هالند ۴۵+۵' (پنالتی) - باب ۸۴' - شرکی ۸۹' | گزارش |       |

| یوونتوس                       | ۲–۵   | منچستر سیتی                                                                   |
| ----------------------------- | ----- | ----------------------------------------------------------------------------- |
| - کوپمینرس ۱۱' - ولاهوویچ ۸۴' | گزارش | - دوکو ۹' - کالولو ۲۶' (گل‌به‌خودی) - ارلینگ هالند ۵۲' - فودن ۶۹' - ساوینیو ۷۵' |

| الوداد     | ۱–۲   | العین                            |
| ---------- | ----- | -------------------------------- |
| مایلولا ۴' | گزارش | - لابا ۴۵+۱' (پنالتی) - کاکو ۵۰' |

### گروه H
| رتبه | تیم            | بازی | برد | مساوی | باخت | گل زده | گل خورده | گل تفاضل | امتیاز | صلاحیت             |
| ---- | -------------- | ---- | --- | ----- | ---- | ------ | -------- | -------- | ------ | ------------------ |
| ۱    | رئال مادرید    | ۳    | ۲   | ۱     | ۰    | ۷      | ۲        | ۵+       | ۷      | صعود به مرحله حذفی |
| ۲    | الهلال         | ۳    | ۱   | ۲     | ۰    | ۳      | ۱        | ۲+       | ۵      | صعود به مرحله حذفی |
| ۳    | ردبول سالزبورگ | ۳    | ۱   | ۱     | ۱    | ۲      | ۴        | ۲−       | ۴      |                    |
| ۴    | پاچوکا         | ۳    | ۰   | ۰     | ۳    | ۲      | ۷        | ۵−       | ۰      |                    |

| رئال مادرید        | ۱–۱   | الهلال           |
| ------------------ | ----- | ---------------- |
| گونزالو گارسیا ۳۴' | گزارش | نوس ۴۱' (پنالتی) |

| پاچوکا      | ۱–۲   | ردبول سالزبورگ            |
| ----------- | ----- | ------------------------- |
| گونزالس ۵۶' | گزارش | - گلوخ ۴۲' - اونیسیوو ۷۶' |

| رئال مادرید                            | ۳–۱   | پاچوکا     |
| -------------------------------------- | ----- | ---------- |
| - بلینگام ۳۵' - گولر ۴۳' - والورده ۷۰' | گزارش | مونتیل ۸۰' |

| ردبول سالزبورگ | ۰–۰   | الهلال |
| -------------- | ----- | ------ |
|                | گزارش |        |

| الهلال                                   | ۲–۰   | پاچوکا |
| ---------------------------------------- | ----- | ------ |
| - س. الدوسری ۲۲' - مارکوس لئوناردو ۹۰+۵' | گزارش |        |

| ردبول سالزبورگ | ۰–۳   | رئال مادرید                                    |
| -------------- | ----- | ---------------------------------------------- |
|                | گزارش | - وینیسیوس ۴۰' - والورده ۴۵+۳' - گ. گارسیا ۸۴' |

## مرحله حذفی
در مرحله حذفی، در صورت مساوی بودن امتیازها در پایان زمان عادی مسابقه، وقت اضافه به مدت دو وقت ۱۵ دقیقه‌ای انجام می‌شود. در صورت لزوم، قانون ضربات پنالتی برای تعیین برنده دنبال خواهد شد.

### نمودار
|  | یک‌هشتم نهایی           | یک‌هشتم نهایی            |                          |   | یک‌چهارم نهایی | یک‌چهارم نهایی |  |  | نیمه نهایی | نیمه نهایی |  |  | فینال | فینال |
|  |                        |                         |                          |   |               |               |  |  |            |            |  |  |       |       |
|  | ۳۰ ژوئن – شارلوت       |                         |                          |   |               |               |  |  |            |            |  |  |       |       |
|  |                        |                         |                          |   |               |               |  |  |            |            |  |  |       |       |
|  | اینتر میلان            | ۰                       |                          |   |               |               |  |  |            |            |  |  |       |       |
|  | اینتر میلان            | ۰                       | ۴ ژوئیه – اورلاندو       |   |               |               |  |  |            |            |  |  |       |       |
|  | فلومیننزه              | ۲                       |                          |   |               |               |  |  |            |            |  |  |       |       |
|  | فلومیننزه              | ۲                       | فلومیننزه                | ۲ |               |               |  |  |            |            |  |  |       |       |
|  | ۳۰ ژوئن – اورلاندو     |                         | فلومیننزه                | ۲ |               |               |  |  |            |            |  |  |       |       |
|  |                        | الهلال                  | ۱                        |   |               |               |  |  |            |            |  |  |       |       |
|  | منچستر سیتی            | الهلال                  | ۱                        | ۳ |               |               |  |  |            |            |  |  |       |       |
|  | منچستر سیتی            |                         | ۸ ژوئیه – رادرفورد شرقی  | ۳ |               |               |  |  |            |            |  |  |       |       |
|  | الهلال (و.ا.)          | ۴                       |                          |   |               |               |  |  |            |            |  |  |       |       |
|  | الهلال (و.ا.)          | ۴                       | فلومیننزه                | ۰ |               |               |  |  |            |            |  |  |       |       |
|  | ۲۸ ژوئن – فیلادلفیا    |                         | فلومیننزه                | ۰ |               |               |  |  |            |            |  |  |       |       |
|  |                        | چلسی                    | ۲                        |   |               |               |  |  |            |            |  |  |       |       |
|  | پالمیراس (و.ا.)        | چلسی                    | ۲                        | ۱ |               |               |  |  |            |            |  |  |       |       |
|  | پالمیراس (و.ا.)        | ۴ ژوئیه – فیلادلفیا     |                          | ۱ |               |               |  |  |            |            |  |  |       |       |
|  | بوتافوگو               | ۰                       |                          |   |               |               |  |  |            |            |  |  |       |       |
|  | بوتافوگو               | ۰                       | پالمیراس                 | ۱ |               |               |  |  |            |            |  |  |       |       |
|  | ۲۸ ژوئن – شارلوت       |                         | پالمیراس                 | ۱ |               |               |  |  |            |            |  |  |       |       |
|  |                        | چلسی                    | ۲                        |   |               |               |  |  |            |            |  |  |       |       |
|  | بنفیکا                 | چلسی                    | ۲                        | ۱ |               |               |  |  |            |            |  |  |       |       |
|  | بنفیکا                 |                         | ۱۳ ژوئیه – رادرفورد شرقی | ۱ |               |               |  |  |            |            |  |  |       |       |
|  | چلسی (و.ا.)            | ۴                       |                          |   |               |               |  |  |            |            |  |  |       |       |
|  | چلسی (و.ا.)            | ۴                       | چلسی                     | ۳ |               |               |  |  |            |            |  |  |       |       |
|  | ۲۹ ژوئن – آتلانتا      |                         | چلسی                     | ۳ |               |               |  |  |            |            |  |  |       |       |
|  |                        | پاری سن-ژرمن            | ۰                        |   |               |               |  |  |            |            |  |  |       |       |
|  | پاری سن-ژرمن           | پاری سن-ژرمن            | ۰                        | ۴ |               |               |  |  |            |            |  |  |       |       |
|  | پاری سن-ژرمن           | ۵ ژوئیه – آتلانتا       |                          | ۴ |               |               |  |  |            |            |  |  |       |       |
|  | اینتر میامی            | ۰                       |                          |   |               |               |  |  |            |            |  |  |       |       |
|  | اینتر میامی            | ۰                       | پاری سن-ژرمن             | ۲ |               |               |  |  |            |            |  |  |       |       |
|  | ۲۹ ژوئن – میامی گاردنز |                         | پاری سن-ژرمن             | ۲ |               |               |  |  |            |            |  |  |       |       |
|  |                        | بایرن مونیخ             | ۰                        |   |               |               |  |  |            |            |  |  |       |       |
|  | فلامینگو               | بایرن مونیخ             | ۰                        | ۲ |               |               |  |  |            |            |  |  |       |       |
|  | فلامینگو               |                         | ۹ ژوئیه – رادرفورد شرقی  | ۲ |               |               |  |  |            |            |  |  |       |       |
|  | بایرن مونیخ            | ۴                       |                          |   |               |               |  |  |            |            |  |  |       |       |
|  | بایرن مونیخ            | ۴                       | پاری سن-ژرمن             | ۴ |               |               |  |  |            |            |  |  |       |       |
|  | ۱ ژوئیه – میامی گاردنز |                         | پاری سن-ژرمن             | ۴ |               |               |  |  |            |            |  |  |       |       |
|  |                        | رئال مادرید             | ۰                        |   |               |               |  |  |            |            |  |  |       |       |
|  | رئال مادرید            | رئال مادرید             | ۰                        | ۱ |               |               |  |  |            |            |  |  |       |       |
|  | رئال مادرید            | ۵ ژوئیه – رادرفورد شرقی |                          | ۱ |               |               |  |  |            |            |  |  |       |       |
|  | یوونتوس                | ۰                       |                          |   |               |               |  |  |            |            |  |  |       |       |
|  | یوونتوس                | ۰                       | رئال مادرید              | ۳ |               |               |  |  |            |            |  |  |       |       |
|  | ۱ ژوئیه – آتلانتا      |                         | رئال مادرید              | ۳ |               |               |  |  |            |            |  |  |       |       |
|  |                        | بروسیا دورتموند         | ۲                        |   |               |               |  |  |            |            |  |  |       |       |
|  | بروسیا دورتموند        | بروسیا دورتموند         | ۲                        | ۲ |               |               |  |  |            |            |  |  |       |       |
|  | بروسیا دورتموند        |                         |                          | ۲ |               |               |  |  |            |            |  |  |       |       |
|  | مونتری                 | ۱                       |                          |   |               |               |  |  |            |            |  |  |       |       |
|  | مونتری                 | ۱                       |                          |   |               |               |  |  |            |            |  |  |       |       |

### یک‌هشتم نهایی
| پالمیراس       | ۱–۰ (و.ا.) | بوتافوگو |
| -------------- | ---------- | -------- |
| پائولینیو ۱۰۰' | گزارش      |          |

| بنفیکا                  | ۱–۴ (و.ا.) | چلسی                                                   |
| ----------------------- | ---------- | ------------------------------------------------------ |
| دی ماریا ۹۰+۵' (پنالتی) | گزارش      | - جیمز ۶۴' - ان‌کونکو ۱۰۸' - نتو ۱۱۴' - دوسبری-هال ۱۱۷' |

| پاری سن-ژرمن                                       | ۴–۰   | اینتر میامی |
| -------------------------------------------------- | ----- | ----------- |
| - نوس ۶'، ۳۹' - آویلس ۴۴' (گل‌به‌خودی) - حکیمی ۴۵+۳' | گزارش |             |

| فلامینگو                            | ۲–۴   | بایرن مونیخ                                        |
| ----------------------------------- | ----- | -------------------------------------------------- |
| - ژرسون ۳۳' - جورجینیو ۵۵' (پنالتی) | گزارش | - پولگار ۶' (گل‌به‌خودی) - کین ۹'، ۷۳' - گورتسکا ۴۱' |

| اینتر میلان | ۰–۲   | فلومیننزه                |
| ----------- | ----- | ------------------------ |
|             | گزارش | - کانو ۳' - هرکولس ۹۰+۳' |

| منچستر سیتی                        | ۳–۴ (و.ا.) | الهلال                                                  |
| ---------------------------------- | ---------- | ------------------------------------------------------- |
| - سیلوا ۹' - هالند ۵۵' - فودن ۱۰۴' | گزارش      | - مارکوس لئوناردو ۴۶'، ۱۱۲' - مالکوم ۵۲' - کولیبالی ۹۴' |

| رئال مادرید   | ۱–۰   | یوونتوس |
| ------------- | ----- | ------- |
| گ. گارسیا ۵۴' | گزارش |         |

| بروسیا دورتموند | ۲–۱   | مونتری      |
| --------------- | ----- | ----------- |
| گیراسی ۱۴'، ۲۴' | گزارش | برترامه ۴۸' |

### یک‌چهارم نهایی
| فلومیننزه                   | ۲–۱   | الهلال       |
| --------------------------- | ----- | ------------ |
| - مارتینلی ۴۰' - هرکولس ۷۰' | گزارش | لئوناردو ۵۱' |

| پالمیراس    | ۱–۲   | چلسی                                |
| ----------- | ----- | ----------------------------------- |
| استوائو ۵۳' | گزارش | - پالمر ۱۶' - وورتون ۸۳' (گل‌به‌خودی) |

| پاری سن-ژرمن             | ۲–۰   | بایرن مونیخ |
| ------------------------ | ----- | ----------- |
| - دوئه ۷۸' - دمبله ۹۰+۶' | گزارش |             |

| رئال مادرید                                    | ۳–۲   | بروسیا دورتموند                     |
| ---------------------------------------------- | ----- | ----------------------------------- |
| - گ. گارسیا ۱۰' - ف. گارسیا ۲۰' - امباپه ۹۰+۴' | گزارش | - بیر ۹۰+۳' - گیراسی ۹۰+۸' (پنالتی) |

### نیمه نهایی
| فلومیننزه | ۰–۲   | چلسی               |
| --------- | ----- | ------------------ |
|           | گزارش | ژائو پدرو ۱۸'، ۵۶' |

| پاری سن-ژرمن                            | ۴–۰   | رئال مادرید |
| --------------------------------------- | ----- | ----------- |
| - فابیان ۶'، ۲۴' - دمبله ۹' - راموس ۸۷' | گزارش |             |

### فینال
| چلسی                             | ۳–۰   | پاری سن-ژرمن |
| -------------------------------- | ----- | ------------ |
| - پالمر ۲۲'، ۳۰' - ژائو پدرو ۴۳' | گزارش |              |

## گلزنان
۱۹۵ گل  در ۶۳ مسابقه به ثمر رسید که به‌طور میانگین برابر است با ۳٫۱ گل به ازای هر مسابقه.
۹ گل به خودی به ثمر رسید که بیشترین تعداد گل به خودی در تاریخ جام جهانی باشگاه‌ها است.
۴ گل
- آنخل دی ماریا
- مارکوس لئوناردو
- سرهو گیراسی
- گونزالو گارسیا

۳ گل
- ژائو پدرو
- کول پالمر
- هری کین
- فیل فودن
- مایکل اولیس
- جمال موسیالا
- ارلینگ هالند
- وسام ابو علی
- پدرو نتو
- فابیان رویز
- کنان ییلدیز

۲ گل
- لائوتارو مارتینز
- جرمی دوکو
- هرکولس
- ایگور خسوس
- پائولینیو
- والاس یان
- کینگزلی کومان
- عثمان دمبله
- رندال کولو موانی
- ایلکای گوندوغان
- توماس مولر
- ژرمن برترامه
- اشرف حکیمی
- فرانسیسکو کونسیسائو
- ژوائو نوس
- دوشان ولاهوویچ
- اکرم رینرز
- سامو عمورودیون
- فدریکو والورده

۱ گل
- یوسف بلایلی
- انزو فرناندز
- فاکوندو کلیدیو
- خرمان کانو
- خوزه مانوئل لوپز
- خوان پابلو فریتس
- لیونل مسی
- ماکسیمیلیانو مسا
- نیکولاس اوتامندی
- رودریگو باتگلیا
- سباستین دریوسی
- تادئو آلنده
- والنتین کاربونی
- کلودیو ایچوری
- کریم اونیسیوو
- اکسل ویتسل
- برونو هنریکه
- دانیلو
- استوائو ویلیان
- ژرسون
- خایر کونها
- کنو
- لوکاس ریبیرو کاستا
- لوئیز آرائوخو
- مالکوم
- متئوس مارتینلی
- موریسیو
- نوتانو
- پپه
- ساوینیو
- وینیسیوس جونیور
- ویلیام گومس
- جان آریاس
- نلسون دئوسا
- جوب بلینگام
- جود بلینگام
- کیرنان دوسبری-هال
- لیام دلپ
- ریس جیمز
- توسین آدارابیویو
- تیری جورج
- آنتوان گریزمن
- کریستوفر ان‌کونکو
- دزیره دوئه
- کیلیان امباپه
- رایان شرکی
- ساشا بوی
- سنی مایولو
- دنیس بوانگا
- خویچا کواراتسخلیا
- فلیکس ان‌مکا
- لئون گورتسکا
- ماکسیمیلیان بیر
- ونجلیس پاولیدیس
- اسکار گلوخ
- الساندرو باستونی
- فرانچسکو پیو اسپوزیتو
- جورجینیو
- ریوما واتانابه
- یوسوکه ماتسو
- لئاندرو باریرو
- برایان گونزالس
- الیاس مونتیل
- خسوس مانوئل کورونا
- تئون کوپمینرس
- کریستین گری
- آندریاس شیلدروپ
- اسکار باب
- کاکو
- برناردو سیلوا
- گونسالو راموس
- رناتو سانچز
- رودریگو مورا
- روبن نوس
- ویتینیا
- سالم الدوسری
- کالیدو کولیبالی
- آلبرت روسناک
- کاسیوس مایلولا
- لبو موثیبا
- تمبینکوسی لورچ
- لی جین-هیون
- لی کانگ این
- اوم وان-سانگ
- فرن گارسیا
- پابلو باریوس
- سرخیو راموس
- دنیل سوونسون
- کودجو لابا
- محمد علی بن رمضان
- آردا گولر
- کریستین رولدان
- ژورژین د آراسکائتا
- لوییس سوارز
- میگل مرنتیل
- تلاسکو سگوویا

۱ گل‌به‌خودی
- نیکولاس اوتامندی (مقابل چلسی)
- توماس آویلس (مقابل پاری سن-ژرمن)
- وورتون (مقابل چلسی)
- اریک پولگار (مقابل بایرن مونیخ)
- پیر کالولو (مقابل منچستر سیتی)
- عبدالمنعم بوطویل (مقابل یوونتوس)
- ناتان گارو (مقابل بوکا جونیورز)
- وسام ابو علی (مقابل پالمیراس)
- خولیسو مودائو (مقابل بروسیا دورتموند)

## جوایز
جوایز زیر در پایان مسابقات اهدا شد.
| توپ طلایی                    | توپ نقره‌ای             | توپ برنزی           |
| ---------------------------- | ---------------------- | ------------------- |
| کول پالمر (چلسی)             | ویتینیا (پاری سن-ژرمن) | مویسس کایسدو (چلسی) |
| جایزه برترین گلزن            |                        |                     |
| گونزالو گارسیا (رئال مادرید) |                        |                     |
| دستکش طلایی                  |                        |                     |
| روبرت سانچز (چلسی)           |                        |                     |
| جایزه بهترین بازیکن جوان     |                        |                     |
| دزیره دوئه (پاری سن-ژرمن)    |                        |                     |
| جایزه بازی جوانمردانه        |                        |                     |
| بایرن مونیخ                  |                        |                     |

فیفا همچنین به بهترین بازیکن هر بازی در این مسابقات، عنوان بهترین بازیکن بازی را داد.
| بازی | بهترین بازیکن بازی    | باشگاه             | حریف               |
| ---- | --------------------- | ------------------ | ------------------ |
| ۱    | اسکار اوستاری         | اینتر میامی        | الاهلی             |
| ۲    | مایکل اولیس           | بایرن مونیخ        | اوکلند سیتی        |
| ۳    | ویتینیا               | پاری سن-ژرمن       | اتلتیکو مادرید     |
| ۴    | استوائو               | پالمیراس           | پورتو              |
| ۵    | ایگور خسوس            | بوتافوگو           | سیاتل ساندرز       |
| ۶    | پدرو نتو              | چلسی               | لس آنجلس           |
| ۷    | میگل مرنتیل           | بوکا جونیورز       | بنفیکا             |
| ۸    | ژورژین د آراسکائتا    | فلامینگو           | اسپرانس تونس       |
| ۹    | جان آریاس             | فلومیننزه          | بروسیا دورتموند    |
| ۱۰   | فاکوندو کلیدیو        | ریور پلاته         | اوراوا رد دایموندز |
| ۱۱   | اکرم رینرز            | ماملودی سانداونز   | اولسان اچ‌دی        |
| ۱۲   | سرخیو راموس           | مونتری             | اینتر میلان        |
| ۱۳   | فیل فودن              | منچستر سیتی        | الوداد             |
| ۱۴   | گونزالو گارسیا        | رئال مادرید        | الهلال             |
| ۱۵   | اسکار گلوخ            | ردبول سالزبورگ     | پاچوکا             |
| ۱۶   | رندال کولو موانی      | یوونتوس            | العین              |
| ۱۷   | استوائو               | پالمیراس           | الاهلی             |
| ۱۸   | لیونل مسی             | اینتر میامی        | پورتو              |
| ۱۹   | پابلو باریوس          | اتلتیکو مادرید     | سیاتل ساندرز       |
| ۲۰   | ایگور خسوس            | بوتافوگو           | پاری سن-ژرمن       |
| ۲۱   | آنخل دی ماریا         | بنفیکا             | اوکلند سیتی        |
| ۲۲   | برونو هنریکه          | فلامینگو           | چلسی               |
| ۲۳   | یوسف بلایلی           | اسپرانس تونس       | لس آنجلس           |
| ۲۴   | هری کین               | بایرن مونیخ        | بوکا جونیورز       |
| ۲۵   | جوب بلینگام           | بروسیا دورتموند    | ماملودی سانداونز   |
| ۲۶   | ریوما واتانابه        | اوراوا رد دایموندز | اینتر میلان        |
| ۲۷   | جان آریاس             | فلومیننزه          | اولسان اچ‌دی        |
| ۲۸   | فرانکو ماستانتوئونو   | ریور پلاته         | مونتری             |
| ۲۹   | کنان ییلدیز           | یوونتوس            | الوداد             |
| ۳۰   | جود بلینگام           | رئال مادرید        | پاچوکا             |
| ۳۱   | یاسین بونو            | الهلال             | ردبول سالزبورگ     |
| ۳۲   | ایلکای گوندوغان       | منچستر سیتی        | العین              |
| ۳۳   | اشرف حکیمی            | پاری سن-ژرمن       | سیاتل ساندرز       |
| ۳۴   | آنتوان گریزمن         | اتلتیکو مادرید     | بوتافوگو           |
| ۳۵   | لوییس سوارز           | اینتر میامی        | پالمیراس           |
| ۳۶   | وسام ابو علی          | الاهلی             | پورتو              |
| ۳۷   | کریستین گری           | اوکلند سیتی        | بوکا جونیورز       |
| ۳۸   | آناتولی تروبین        | بنفیکا             | بایرن مونیخ        |
| ۳۹   | ژورژین د آراسکائتا    | فلامینگو           | لس آنجلس           |
| ۴۰   | توسین آدارابیویو      | چلسی               | اسپرانس تونس       |
| ۴۱   | دنیل سوونسون          | بروسیا دورتموند    | اولسان اچ‌دی        |
| ۴۲   | ایگناسیو              | فلومیننزه          | ماملودی سانداونز   |
| ۴۳   | فرانچسکو پیو اسپوزیتو | اینتر میلان        | ریور پلاته         |
| ۴۴   | ژرمان برترامه         | مونتری             | اوراوا رد دایموندز |
| ۴۵   | جرمی دوکو             | منچستر سیتی        | یوونتوس            |
| ۴۶   | کودجو لابا            | العین              | الوداد             |
| ۴۷   | سالم الدوسری          | الهلال             | پاچوکا             |
| ۴۸   | وینیسیوس جونیور       | رئال مادرید        | ردبول سالزبورگ     |
| ۴۹   | جان                   | بوتافوگو           | پالمیراس           |
| ۵۰   | مویسس کایسدو          | چلسی               | بنفیکا             |
| ۵۱   | ژوائو نوس             | پاری سن-ژرمن       | اینتر میامی        |
| ۵۲   | هری کین               | بایرن مونیخ        | فلامینگو           |
| ۵۳   | جان آریاس             | فلومیننزه          | اینتر میلان        |
| ۵۴   | مارکوس لئوناردو       | الهلال             | منچستر سیتی        |
| ۵۵   | فدریکو والورده        | رئال مادرید        | یوونتوس            |
| ۵۶   | سرهو گیراسی           | بروسیا دورتموند    | مونتری             |
| ۵۷   | هرکولس                | فلومیننزه          | الهلال             |
| ۵۸   | استوائو               | پالمیراس           | چلسی               |
| ۵۹   | دزیره دوئه            | پاری سن-ژرمن       | بایرن مونیخ        |
| ۶۰   | فرن گارسیا            | رئال مادرید        | بروسیا دورتموند    |
| ۶۱   | ژائو پدرو             | چلسی               | فلومیننزه          |
| ۶۲   | فابیان رویز           | پاری سن-ژرمن       | رئال مادرید        |
| ۶۳   | کول پالمر             | چلسی               | پاری سن-ژرمن       |

## جدول رده‌بندی
رده‌بندی نهایی بر اساس مرحله‌ای که باشگاه به آن رسیده و امتیازات آن، با در نظر گرفتن معیارهای تساوی‌شکن، تعیین می‌شود.
| رتبه                 | تیم                | گر | امز | ب | پ | ت | ب | گ‌ز | گ‌خ | ت‌گ  |
| -------------------- | ------------------ | -- | --- | - | - | - | - | -- | -- | --- |
| فینال                |                    |    |     |   |   |   |   |    |    |     |
| ۱                    | چلسی (ق)           | D  | ۱۸  | ۷ | ۶ | ۰ | ۱ | ۱۷ | ۵  | +۱۲ |
| ۲                    | پاری سن-ژرمن       | B  | ۱۵  | ۷ | ۵ | ۰ | ۲ | ۱۶ | ۴  | +۱۲ |
| حذف در نیمه نهایی    |                    |    |     |   |   |   |   |    |    |     |
| ۳                    | رئال مادرید        | H  | ۱۳  | ۶ | ۴ | ۱ | ۱ | ۱۱ | ۸  | +۳  |
| ۴                    | فلومیننزه          | F  | ۱۱  | ۶ | ۳ | ۲ | ۱ | ۸  | ۵  | +۳  |
| حذف در یک‌چهارم نهایی |                    |    |     |   |   |   |   |    |    |     |
| ۵                    | بروسیا دورتموند    | F  | ۱۰  | ۵ | ۳ | ۱ | ۱ | ۹  | ۷  | +۲  |
| ۶                    | بایرن مونیخ        | C  | ۹   | ۵ | ۳ | ۰ | ۲ | ۱۶ | ۶  | +۱۰ |
| ۷                    | الهلال             | H  | ۸   | ۵ | ۲ | ۲ | ۱ | ۸  | ۶  | +۲  |
| ۸                    | پالمیراس           | A  | ۸   | ۵ | ۲ | ۲ | ۱ | ۶  | ۴  | +۲  |
| حذف در یک‌هشتم نهایی  |                    |    |     |   |   |   |   |    |    |     |
| ۹                    | منچستر سیتی        | G  | ۹   | ۴ | ۳ | ۰ | ۱ | ۱۶ | ۶  | +۱۰ |
| ۱۰                   | بنفیکا             | B  | ۷   | ۴ | ۲ | ۱ | ۱ | ۱۰ | ۶  | +۴  |
| ۱۱                   | فلامینگو           | D  | ۷   | ۴ | ۲ | ۱ | ۱ | ۸  | ۶  | +۲  |
| ۱۲                   | اینتر میلان        | E  | ۷   | ۴ | ۲ | ۱ | ۱ | ۵  | ۴  | +۱  |
| ۱۳                   | یوونتوس            | G  | ۶   | ۴ | ۲ | ۰ | ۲ | ۱۱ | ۷  | +۴  |
| ۱۴                   | بوتافوگو           | C  | ۶   | ۴ | ۲ | ۰ | ۲ | ۳  | ۳  | ۰   |
| ۱۵                   | مونتری             | E  | ۵   | ۴ | ۱ | ۲ | ۱ | ۶  | ۳  | +۳  |
| ۱۶                   | اینتر میامی        | A  | ۵   | ۴ | ۱ | ۲ | ۱ | ۴  | ۷  | –۳  |
| حذف در مرحله گروهی   |                    |    |     |   |   |   |   |    |    |     |
| ۱۷                   | اتلتیکو مادرید     | B  | ۶   | ۳ | ۲ | ۰ | ۱ | ۴  | ۵  | –۱  |
| ۱۸                   | ماملودی سانداونز   | F  | ۴   | ۳ | ۱ | ۱ | ۱ | ۴  | ۴  | ۰   |
| ۱۹                   | ریور پلاته         | E  | ۴   | ۳ | ۱ | ۱ | ۱ | ۳  | ۳  | ۰   |
| ۲۰                   | ردبول سالزبورگ     | H  | ۴   | ۳ | ۱ | ۱ | ۱ | ۲  | ۴  | –۲  |
| ۲۱                   | اسپرانس تونس       | D  | ۳   | ۳ | ۱ | ۰ | ۲ | ۱  | ۵  | –۴  |
| ۲۲                   | العین              | G  | ۳   | ۳ | ۱ | ۰ | ۲ | ۲  | ۱۲ | –۱۰ |
| ۲۳                   | پورتو              | A  | ۲   | ۳ | ۰ | ۲ | ۱ | ۵  | ۶  | –۱  |
| ۲۴                   | بوکا جونیورز       | C  | ۲   | ۳ | ۰ | ۲ | ۱ | ۴  | ۵  | –۱  |
| ۲۵                   | الاهلی             | A  | ۲   | ۳ | ۰ | ۲ | ۱ | ۴  | ۶  | –۲  |
| ۲۶                   | لس آنجلس           | D  | ۱   | ۳ | ۰ | ۱ | ۲ | ۱  | ۴  | –۳  |
| ۲۷                   | اوکلند سیتی        | C  | ۱   | ۳ | ۰ | ۱ | ۲ | ۱  | ۱۷ | –۱۶ |
| ۲۸                   | اولسان اچ‌دی        | F  | ۰   | ۳ | ۰ | ۰ | ۳ | ۲  | ۶  | –۴  |
| ۲۹                   | پاچوکا             | H  | ۰   | ۳ | ۰ | ۰ | ۳ | ۲  | ۷  | –۵  |
| ۳۰                   | سیاتل ساندرز       | B  | ۰   | ۳ | ۰ | ۰ | ۳ | ۲  | ۷  | –۵  |
| ۳۱                   | الوداد             | G  | ۰   | ۳ | ۰ | ۰ | ۳ | ۲  | ۸  | –۶  |
| ۳۲                   | اوراوا رد دایموندز | E  | ۰   | ۳ | ۰ | ۰ | ۳ | ۲  | ۹  | –۷  |

## جوایز نقدی
مدل توزیع، مجموع جوایز ۱ میلیارد دلار آمریکا را بین ۳۲ باشگاه شرکت کننده تقسیم می‌کند. به برنده این مسابقات تا سقف ۱۲۵ میلیون دلار آمریکا جایزه داده خواهد شد که نشان‌دهنده افزایش قابل توجه جوایز مالی در مقایسه با دوره‌های قبلی است. علاوه بر جایزه نقدی برای تیم‌های شرکت کننده، یک برنامه سرمایه‌گذاری مشترک، هدف خود را ارائه ۲۵۰ میلیون دلار اضافی به فوتبال باشگاهی در سراسر جهان قرار داده است.
مدل توزیع برای دوره ۲۰۲۵ به شرح زیر است:
رکن عملکرد ورزشی (۴۷۵ میلیون دلار آمریکا): افزایش پرداخت‌ها بر اساس عملکرد در مسابقات.
- مرحله گروهی (سه مسابقه): + ۲ میلیون دلار به ازای هر برد؛ + ۱ میلیون دلار به ازای هر مساوی
- مرحله یک‌هشتم نهایی: + ۷.۵ میلیون دلار
- مرحله یک‌چهارم نهایی: + ۱۳.۱۲۵ میلیون دلار
- مرحله نیمه نهایی: + ۲۱.۰ میلیون دلار
- فینالیست: + ۳۰.۰ میلیون دلار
- قهرمان: + ۴۰.۰ میلیون دلار

رکن مشارکت (۵۲۵ میلیون دلار آمریکا): پرداخت‌های تضمین‌شده به هر ۳۲ باشگاه (مبلغ به ازای هر باشگاه محاسبه شده است).
- اروپا: ۱۲.۸۱ تا ۳۸.۱۹ میلیون دلار (بر اساس رتبه‌بندی توسط معیارهای ورزشی و تجاری تعیین می‌شود)
- آمریکای جنوبی: ۱۵.۲۱ میلیون دلار
- آمریکای شمالی، مرکزی و کارائیب: ۹.۵۵ میلیون دلار
- آسیا: ۹.۵۵ میلیون دلار
- آفریقا: ۹.۵۵ میلیون دلار
- اقیانوسیه: ۳.۵۸ میلیون دلار

پرداخت‌های همبستگی (۲۵۰ میلیون دلار آمریکا): علاوه بر جایزه نقدی برای تیم‌های شرکت کننده، این پرداخت‌ها برای حمایت از باشگاه‌ها در سراسر جهان و تقویت توسعه و فراگیری در فوتبال جهانی اختصاص داده می‌شود.

## پخش
در ۱۵ ژوئیه ۲۰۲۴، مناقصه حقوق رسانه‌ای برای رقابت‌های باشگاهی جدید فیفا برای نسخه‌های ۲۰۲۵ برای قاره آمریکا، آسیا، خاورمیانه و شمال آفریقا باز شد. فیفا هفته‌ها پس از مذاکرات با اپل بر سر یک قرارداد حقوق جهانی انحصاری ۱ میلیارد دلاری که گفته می‌شود یک‌چهارم هدف فیفا برای پخش مسابقات است منتشر کرد. در ۱۹ سپتامبر ۲۰۲۴، فیفا یک جلسه اضطراری برای بحث در مورد حقوق پخش تشکیل داد زیرا هنوز توافقی حاصل نشده بود.
در ۴ دسامبر ۲۰۲۴، دازون حقوق جهانی مسابقات را به قیمت ۱ بلیون پوند به دست آورد. همه بازی‌ها را به صورت رایگان پخش کرد و حق پخش آن را به برخی از پخش‌کنندگان محلی اعطا کرد.. دازون تصمیم گرفت برای پلتفرم خودش، پوشش گسترده‌ای از این مسابقات، از جمله فیلم‌ها و برنامه‌های ویژه، مانند برنامه‌ای با حضور فابریتزیو رومانو، روزنامه‌نگار مشهور نقل و انتقالات، که بر نقل و انتقالات تیم‌ها قبل از مسابقات تمرکز داشت، ارائه دهد. دازون همچنین با تیک‌تاک و تولیدکنندگان محتوا برای تبلیغ این مسابقات در پلتفرم ویدئوی کوتاه و سایر رسانه‌های اجتماعی همکاری کرده است.
در روزهای منتهی به مسابقات، اسپورت رادار از یک قرارداد فرعی با دازون برای پخش داده‌ها و پخش سمعی و بصری برای وب‌سایت‌های شرط‌بندی خبر داد. اسپورت رادار به عنوان بخشی از همکاری موجود با فیفا، با شرکای خود برای ارسال مجدد داده‌های ویدئویی دازون به مشتریان خود و همچنین استفاده از داده‌ها برای اهداف پیشگیری از تبانی در مسابقات همکاری خواهد کرد.
در ۱۰ آوریل ۲۰۲۵، پلتفرم پخش چینی میگو، حق پخش مسابقات جام جهانی باشگاه‌ها را در چین، طی یک قرارداد مستقیم که شامل دو دوره می‌شد، به دست آورد. از آنجایی که دازون در چین حضور ندارد، می‌توان حدس زد که فیفا مستقیماً با میگو در این مورد مذاکره کرده است.
در ۱۱ ژوئن ۲۰۲۵، کوپانگ پلی در کره جنوبی اعلام کرد که پوشش جام جهانی باشگاه‌ها را تحت یک طرح قیمت‌گذاری جداگانه از طرح پایه خود ارائه خواهد داد. دازون در کره جنوبی حضوری ندارد، اما مشخص نیست که آیا کوپانگ پلی از طریق دازون یا مستقیماً با فیفا برای حق پخش مذاکره کرده است.
لیست شرکای فرعی دارای مجوز به شرح زیر است:
| منطقه                                    | دارندگان حقوق                 | تعداد مسابقات                                              | منبع                            |
| ---------------------------------------- | ----------------------------- | ---------------------------------------------------------- | ------------------------------- |
| پروازهای بین‌المللی در طول پرواز          | اسپورت۲۴                      | تمام مسابقات                                               | [ ۱۳۹ ]                         |
| افغانستان                                | آریانا                        | تمام مسابقات                                               | [ ۱۴۰ ]                         |
| آلبانی                                   | ای‌بی‌یو                        | تمام مسابقات (دارای مجوز فرعی ای‌بی‌یو)                      | [ ۱۴۱ ] [ ۱۴۲ ]                 |
| آنگولا                                   | زاپ (زی اسپورتس)              | تمام مسابقات                                               | [ ۱۴۳ ]                         |
| آرژانتین                                 | تلفه                          | ۲۱ مسابقه                                                  | [ ۱۴۴ ]                         |
| استرالیا                                 | فاکس اسپورتس / کایو اسپورتس   | تمام مسابقات                                               | [ ۱۴۵ ]                         |
| بلغارستان                                | بی‌ان‌تی                        | هر روز دو مسابقه (معالمه با ای‌بی‌یو)                        | [ ۱۴۱ ]                         |
| بولیوی                                   | تیگو اسپورتس                  | تمام مسابقات                                               | [ ۱۴۶ ] [ ۱۴۷ ]                 |
| بولیوی                                   | تووس                          | تمام مسابقات                                               | [ ۱۴۸ ] [ ۱۴۷ ]                 |
| بولیوی                                   | کوتاس                         | تمام مسابقات                                               | [ ۱۴۹ ] [ ۱۴۷ ]                 |
| بولیوی                                   | کوتاپ آر.ال.                  | تمام مسابقات                                               | [ ۱۵۰ ] [ ۱۴۷ ]                 |
| بولیوی                                   | انتل بولیوی                   | تمام مسابقات                                               | [ ۱۵۱ ] [ ۱۴۷ ]                 |
| بولیوی                                   | اکس‌دیجیتال بولیوی             | تمام مسابقات                                               | [ ۱۵۲ ] [ ۱۴۷ ]                 |
| بولیوی                                   | رد اونو                       | ۱۴ مسابقه                                                  | [ ۱۵۳ ]                         |
| برزیل                                    | کازی‌تیوی                      | تمام مسابقات                                               | [ ۱۵۴ ] [ ۱۵۵ ]                 |
| برزیل                                    | گلوبو گروپ                    | تمام مسابقات (ت.پ.)                                        | [ ۱۵۴ ] [ ۱۵۵ ]                 |
| برزیل                                    | گلوبو گروپ                    | ۲۵ مسابقه + مسابقات حذفی مخصوص (پ.ر.)                      | [ ۱۵۴ ] [ ۱۵۵ ]                 |
| کیپ ورد                                  | تلویزیون کیپ ورد              | ۲۰ مسابقه                                                  | [ ۱۵۶ ]                         |
| کارائیب                                  | راش اسپورتس                   | تمام مسابقات                                               | [ ۱۵۷ ] [ ۱۵۸ ] [ ۱۵۹ ]         |
| کارائیب                                  | دی اسپورتس                    | تمام مسابقات                                               | [ ۱۵۷ ] [ ۱۵۸ ] [ ۱۵۹ ]         |
| شیلی                                     | شیلیویژن                      | هر روز یک مسابقه                                           | [ ۱۶۰ ] [ ۱۶۱ ]                 |
| کلمبیا                                   | وین اسپورتس                   | ۲۱ مسابقه                                                  | [ ۱۶۲ ]                         |
| ساحل عاج                                 | ان‌سی‌آی                        | ۲۸ مسابقه                                                  | [ ۱۶۳ ]                         |
| کاستاریکا                                | تله‌تیکا                       | تمام مسابقات                                               | [ ۱۶۴ ]                         |
| جمهوری چک                                | نووا اسپورت                   | تمام مسابقات (دارای مجوز فرعی ای‌بی‌یو)                      | [ ۱۴۱ ] [ ۱۶۵ ]                 |
| جمهوری چک                                | وان پلی اسپورت                | تمام مسابقات (دارای مجوز فرعی ای‌بی‌یو)                      | [ ۱۴۱ ] [ ۱۶۵ ]                 |
| اکوادور                                  | تلیامازوناس                   | مسابقات مخصوص                                              | [ ۱۶۶ ]                         |
| مصر                                      | ام‌بی‌سی گروپ                   | نامشخص                                                     | [ ۱۶۷ ]                         |
| السالوادور                               | شبکه ۴                        | تمام مسابقات                                               | [ ۱۶۸ ]                         |
| اسواتینی                                 | اسواتینی تی‌وی                 | تمام مسابقات                                               | [ ۱۶۹ ] [ ۱۷۰ ]                 |
| فرانسه                                   | ت‌اف۱                          | مسابقه اول پی‌اس‌جی + فینال                                  | [ ۱۴۱ ] [ ۱۷۱ ]                 |
| گرجستان                                  | جی‌پی‌بی                        | تمام مسابقات                                               | [ ۱۷۲ ]                         |
| آلمان                                    | پروزیبن‌ست.۱ مدیا              | فقط تیم‌های آلمانی                                          | [ ۱۷۳ ]                         |
| غنا                                      | اسپورتی تی‌وی                  | ۲۶ مسابقه                                                  | [ ۱۷۴ ]                         |
| یونان                                    | ای‌تی‌ان۱/ای‌تن‌ان۱ پلاس          | ۱۵ مسابقه (پ.ر.)                                           | [ ۱۷۵ ]                         |
| یونان                                    | ای‌تی‌ان۱/ای‌تن‌ان۱ پلاس          | تمام مسابقات (ر.ج.)                                        | [ ۱۷۵ ]                         |
| گواتمالا                                 | تی‌وی آزتکا گواته              | تمام مسابقات                                               | [ ۱۷۶ ] [ ۱۷۷ ]                 |
| هندوراس                                  | دپورتس تی‌وی‌سی                 | تمام مسابقات                                               | [ ۱۷۸ ]                         |
| مجارستان                                 | ام۴ اسپورت                    | نیمی از مسابقات برنامه‌ریزی‌شده (معالمه با ای‌بی‌یو)           | [ ۱۷۹ ] [ ۱۸۰ ]                 |
| مجارستان                                 | نتورک۴                        | نیمی از مسابقات برنامه‌ریزی‌شده (دارای مجوز فرعی ای‌بی‌یو)     | [ ۱۷۹ ] [ ۱۸۰ ]                 |
| اسرائیل                                  | اسپورت ۵                      | تمام مسابقات                                               | [ ۱۸۱ ]                         |
| ایتالیا                                  | مدیاست                        | هر روز یک مسابقه                                           | [ ۱۸۲ ] [ ۱۸۳ ]                 |
| لیتوانی                                  | تی‌وی۳                         | هر روز یک مسابقه                                           | [ ۱۸۴ ]                         |
| لیتوانی                                  | گو۳                           | تمام مسابقات                                               | [ ۱۸۴ ]                         |
| کنیا                                     | اسپورتی تی‌وی                  | ۲۶ مسابقه                                                  | [ ۱۷۴ ]                         |
| کوزوو                                    | آرت‌موشن                       | تمام مسابقات (دارای مجوز فرعی ای‌بی‌یو)                      | [ ۱۸۵ ]                         |
| مالدیو                                   | آی‌سی‌ای نتورک                  | تمام مسابقات                                               | [ ۱۸۶ ] [ ۱۸۷ ]                 |
| مالت                                     | تی‌وی‌ام                        | تمام مسابقات (معالمه با ای‌بی‌یو)                            | [ ۱۴۱ ]                         |
| موریس                                    | ام‌بی‌سی                        | مسابقات مخصوص                                              | [ ۱۸۸ ]                         |
| مکزیک                                    | تلویزا اونیویزیون             | ۳۱ مسابقه                                                  | [ ۱۸۹ ]                         |
| مونته‌نگرو                                | آرتی‌سی‌جی                      | تمام مسابقات (معالمه با ای‌بی‌یو)                            | [ ۱۴۱ ]                         |
| موزامبیک                                 | زاپ                           | تمام مسابقات                                               | [ ۱۴۳ ]                         |
| موزامبیک                                 | تی‌وی میرامار                  | ۲۰ مسابقه                                                  | [ ۱۹۰ ]                         |
| نیکاراگوئه                               | ویوا نیکاراگوئه               | تمام مسابقات                                               | [ ۱۹۱ ]                         |
| نیجریه                                   | اسپورتی تی‌وی                  | ۲۶ مسابقه                                                  | [ ۱۷۴ ]                         |
| نروژ                                     | وی‌جی پلاس                     | ۵۸ مسابقه                                                  | [ ۱۹۲ ]                         |
| پاناما                                   | نکس                           | تمام مسابقات                                               | [ ۱۹۳ ]                         |
| پاراگوئه                                 | تیگو اسپورتس                  | تمام مسابقات                                               | [ ۱۹۴ ]                         |
| پرو                                      | آمریکا تلویزیون               | هر روز یک مسابقه                                           | [ ۱۹۵ ]                         |
| پرتغال                                   | تی‌وی‌آی                        | ۱۲ مسابقه                                                  | [ ۱۹۶ ]                         |
| رومانی                                   | پرو تی‌وی                      | تمام مسابقات (دارای مجوز فرعی ای‌بی‌یو)                      | [ ۱۴۱ ] [ ۱۹۷ ]                 |
| رومانی                                   | وویو                          | تمام مسابقات (دارای مجوز فرعی ای‌بی‌یو)                      | [ ۱۴۱ ] [ ۱۹۷ ]                 |
| روسیه                                    | اوکو                          | تمام مسابقات                                               | [ ۱۹۸ ] [ ۱۹۹ ]                 |
| رواندا                                   | رواندا تلویزیون               | ۲۰ مسابقه                                                  | [ ۲۰۰ ]                         |
| سیشل                                     | اس‌بی‌سی ۳                      | ۲۱ مسابقه                                                  | [ ۲۰۰ ]                         |
| اسلواکی                                  | وویو                          | تمام مسابقات (دارای مجوز فرعی ای‌بی‌یو)                      | [ ۱۴۱ ] [ ۲۰۱ ]                 |
| اسلواکی                                  | نووا اسپورت                   | ۲۵ مسابقه (دارای مجوز فرعی ای‌بی‌یو)                         | [ ۱۴۱ ] [ ۲۰۱ ]                 |
| آفریقای جنوبی                            | اسپورتی تی‌وی                  | ۲۶ مسابقه                                                  | [ ۱۷۴ ]                         |
| کره جنوبی                                | کوپانگ پلی                    | تمام مسابقات                                               | [ ۲۰۲ ]                         |
| آمریکای جنوبی (به غیر از بولیوی و برزیل) | دی‌اسپورتس                     | تمام مسابقات (شامل پاراگوئه نمی‌شود)                        | [ ۱۶۷ ] [ ۲۰۳ ]                 |
| آمریکای جنوبی (به غیر از بولیوی و برزیل) | دیزنی پلاس                    | تیم‌های آرژانتینی + ۱۶ مسابقه                               | [ ۲۰۴ ]                         |
| اسپانیا                                  | مدیاست                        | هر روز یک مسابقه                                           | [ ۲۰۵ ]                         |
| آفریقای جنوب صحرا                        | آزام تی‌وی                     | تمام مسابقات                                               | [ ۲۰۶ ]                         |
| آفریقای جنوب صحرا                        | گوتی‌وی                        | تمام مسابقات                                               | [ ۲۰۷ ]                         |
| آفریقای جنوب صحرا                        | استارتایمز اسپورتس            | تمام مسابقات                                               | [ ۲۰۸ ]                         |
| آفریقای جنوب صحرا                        | شومکس                         | تمام مسابقات                                               | [ ۲۰۹ ] [ ۲۱۰ ]                 |
| آفریقای جنوب صحرا                        | سوپراسپورت                    | تمام مسابقات                                               | [ ۲۱۱ ]                         |
| ترکیه                                    | تی‌آرتی                        | تمام مسابقات (معالمه با ای‌بی‌یو)                            | [ ۱۴۱ ]                         |
| اوکراین                                  | ساسپیلنه اسپورت               | بازی‌های گروهی مخصوص و تمام مسابقات حذفی (معالمه با ای‌بی‌یو) | [ ۱۴۱ ] [ ۲۱۲ ] [ ۲۱۳ ] [ ۲۱۴ ] |
| اوکراین                                  | میگوگو                        | بازی‌های گروهی مخصوص و تمام مسابقات حذفی (معالمه با ای‌بی‌یو) | [ ۱۴۱ ] [ ۲۱۲ ] [ ۲۱۳ ] [ ۲۱۴ ] |
| بریتانیا                                 | شبکه ۵                        | ۲۳ مسابقه                                                  | [ ۲۱۵ ]                         |
| ایالات متحده آمریکا                      | تی‌ان‌تی اسپورتس (انگلیسی)      | ۲۴ مسابقه                                                  | [ ۲۱۶ ] [ ۲۱۷ ]                 |
| ایالات متحده آمریکا                      | تلویزا اونیویزیون (اسپانیایی) | ۱۸ مسابقه                                                  | [ ۲۱۸ ] [ ۲۱۹ ]                 |
| اروگوئه                                  | فلو                           | ۵۲ مسابقه                                                  | [ ۲۲۰ ]                         |
| اروگوئه                                  | نوئوو سیگلو                   | ۵۲ مسابقه                                                  | [ ۲۲۱ ]                         |
| اروگوئه                                  | مونته‌کابله                    | ۵۲ مسابقه                                                  | [ ۲۲۲ ]                         |
| اروگوئه                                  | تی‌سی‌سی                        | ۵۲ مسابقه                                                  | [ ۲۲۳ ]                         |
| ازبکستان                                 | ان‌تی‌آرتی                      | تمام مسابقات                                               | [ ۲۲۴ ]                         |
| ازبکستان                                 | زور تی‌وی                      | تمام مسابقات                                               | [ ۲۲۴ ]                         |
| ونزوئلا                                  | تلون                          | تمام مسابقات                                               | [ ۲۲۵ ]                         |
| ویتنام                                   | اف‌پی‌تی پلی                    | تمام مسابقات                                               | [ ۲۲۶ ] [ ۲۲۷ ]                 |

لیست شرکای اصلی دارای مجوز به شرح زیر است:
| منطقه | دارندگان حقوق | تعداد مسابقات | منبع    |
| ----- | ------------- | ------------- | ------- |
| چین   | میگو          | تمام مسابقات  | [ ۱۳۷ ] |

## بازاریابی

### برندسازی
در ۴ سپتامبر ۲۰۲۴، فیفا نشان رسمی و امضای صوتی مسابقات را منتشر کرد. این نشان از توپ، تاریخ و فرهنگ فوتبال الهام می‌گیرد و حروف اول مسابقات به شکل یک نماد دایره‌ای دورش انتزاع شده است. موسیقی رسمی مسابقات، رهایی از هوس توسط خواننده ایتالیایی گالا را نمایش می‌دهد. در ۱۴ نوامبر، فیفا از جام جدید مسابقات پرده‌برداری کرد. در ۲۹ ژانویه ۲۰۲۵، اعلام شد که رابی ویلیامز در این مسابقات اجرا خواهد داشت، از جمله آهنگ جدیدی.

### توپ مسابقات
در ۳۱ ژانویه ۲۰۲۵، توپ رسمی مسابقات توسط آدیداس فاش شد. این طرح دارای طرح‌های بلوک با لبه‌های ناهموار و ستاره‌ها و راه‌راه‌های تخریب‌شده به رنگ‌های قرمز، سفید و آبی، رنگ‌های پرچم ایالات متحده آمریکا است. در ۷ ژوئیه، توپ رسمی مسابقه فینال رونمایی شد. این توپ همان طراحی توپ قبلی را دارد، اما قسمت قرمز آن به طلایی تغییر یافته است. این توپ برای سه مسابقه آخر مسابقات استفاده شد؛ هم بازی‌های نیمه نهایی و هم فینال که همگی در ورزشگاه متلایف، رادرفورد شرقی برگزار شدند.

### موسیقی
بازسازی آهنگ «ما تو را به جنب‌وجوش می‌اندازیم» از گروه کوئین، ساخته‌ی رپر آمریکایی، پیت‌بول و تهیه‌کننده، ردوان، به عنوان آهنگ رسمی مسابقات انتخاب شد. پیت‌بول آهنگ رسمی جام جهانی فوتبال ۲۰۱۴ با نام «ما یکی هستیم (اوله اولا)» را خواند، در حالی که ردوان آلبوم رسمی مسابقات ۲۰۲۲ را تهیه کرد.
گوش دادن به آهنگ «رهایی از هوس» در طول مسابقات به شدت افزایش یافت، به طوری که میم‌های اینترنتی مختلفی با استفاده از این آهنگ در پلتفرم‌های مختلف رسانه‌های اجتماعی ساخته شد و اسپاتیفای اعلام کرد که میانگین گوش دادن روزانه به این آهنگ در اواخر ژوئن ۲۰۲۵ در سطح جهان بیش از ۱۳ درصد افزایش یافته است، از جمله افزایش سالانه در برخی مناطق؛ به عنوان مثال، در برزیل، این آهنگ در مقایسه با مدت مشابه در سال ۲۰۲۴ بیش از ۸۵۰ درصد و تنها در نیمه اول ژوئن ۲۰۲۵، ۴۵۰ درصد افزایش داشته است.

### حامیان مالی
| حامیان مالی جام جهانی باشگاه‌ها | تامین‌کنندگان جام جهانی باشگاه‌ها                                                                   |
| --- | ------------------------------------------------------------------------------------------------- |
| - انهایزر-بوش اینبیف (میکلوب اولترا و بادویزر) - ایر‌بی‌ان‌بی - بنک آو امریکا - بتانو - کوکاکولا - های‌سنس - هوم دیپو - جیپ - لنوو (موتورولا) - پانینی - پی‌آی‌اف - هواپیمایی قطر - ویزا | - آدیداس - ایم اسپورتس - شارژفیوز - ایوالو - راک-ایت-کارگو - ال‌وی‌ام‌اچ (تیفانی اند کو.) - تایتینگر |

## واکنش‌ها

### تاثیر بازی‌های اضافه شده اروپایی
پیشنهاد گسترش جام جهانی باشگاه‌ها، انتقاد چندین ذینفع فوتبال، از جمله فیفپرو، یک اتحادیه جهانی که نماینده بازیکنان ۶۶ انجمن است، و انجمن لیگ‌های جهانی که نماینده ۲۴ لیگ حرفه‌ای است را برانگیخت، که هر دو نگرانی‌هایی در مورد رفاه بازیکنان و تراکم مسابقات را مطرح کردند. لا لیگا نیز مخالفت خود را ابراز کرد و تهدید به اقدام قانونی کرد. منتقدان، فیفا را به اولویت دادن به منافع تجاری بر سلامت بازیکنان متهم کردند. معرفی جام بین قاره‌ای سالانه فیفا نیز به همین ترتیب مورد انتقاد قرار گرفت. در ماه مه ۲۰۲۴، فیفپرو و انجمن لیگ‌های جهانی نامه‌ای به فیفا ارسال کردند و خواستار تغییر زمان و اصلاح تقویم مسابقات بین‌المللی فیفا شدند و در صورت نادیده گرفتن نگرانی‌های خود، نسبت به اقدامات قانونی یا سایر اقدامات هشدار دادند. در ۱۳ ژوئن ۲۰۲۴، انجمن فوتبالیست‌های حرفه‌ای انگلیس و اتحادیه ملی فوتبالیست‌های حرفه‌ای فرانسه، در اعتراض به این مسابقات، دادخواستی قانونی در دادگاه تجاری بروکسل ارائه کردند. فیفپرو همچنین نسبت به احتمال اعتصاب هشدار داد. در ۳۰ ژانویه ۲۰۲۵، جلسه‌ای بین فیفا و فیفپرو برای رسیدگی به تراکم مسابقات برگزار شد. در پاسخ به انتقادات، فیفا اظهار داشت که برنامه جام جهانی باشگاه‌ها از تقویم بین‌المللی پیروی می‌کند و قبل از مسابقات داخلی، استراحتی را مجاز می‌داند و افزود که رویدادهای آن تنها ۱ درصد از تقویم فوتبال را اشغال کرده و با بازیکنان و کنفدراسیون‌ها توافق شده است.

### تأثیر مالکیت چند باشگاهی
چندین باشگاه در جام جهانی باشگاه‌ها ۲۰۲۵ به ساختارهای مالکیت چند باشگاهی مرتبط بودند که نگرانی‌هایی را در مورد تضاد منافع ایجاد کرد. در میان آنها، تیم‌های مکزیکی پاچوکا و لئون، که هر دو متعلق به گروه پاچوکا هستند، حضور داشتند. مقررات فیفا هر باشگاهی را از داشتن سهام، عضویت در آن یا اعمال نفوذ بر باشگاه شرکت‌کننده دیگر منع می‌کند و «نفوذ» از طریق کنترل حق رأی یا اختیار تصمیم‌گیری تعریف می‌شود. در نوامبر ۲۰۲۴، باشگاه کاستاریکایی آلاخولنسه از فیفا درخواست کرد که این قانون را اعمال کند و یکی از دو باشگاه گروه پاچوکا را رد صلاحیت کند و در صورت عدم اقدام، تهدید به اقدام قانونی کرد. آلاخولنسه استدلال کرد که در رتبه‌بندی کونکاکاف در رتبه بعدی قرار دارد، اما فیفا تشخیص داد که این باشگاه نمی‌تواند طرف رسیدگی باشد. در ۴ فوریه ۲۰۲۵، آلاخولنسه علیه فیفا، پاچوکا و لئون به دادگاه داوری ورزش شکایت کرد. در ۲۱ مارس، فیفا اعلام کرد که لئون از مسابقات حذف شده است. به گزارش گاردین، یک بازی پلی آف بین لس آنجلس، نایب قهرمان لیگ قهرمانان کونکاکاف ۲۰۲۳، و آمریکا، بالاترین تیم مکزیکی در رده‌بندی کونکاکاف که هنوز واجد شرایط نشده است، جایگزین لئون را مشخص خواهد کرد. آلاخولنسه و فیلادلفیا یونیون در نظر گرفته نشدند. لئون درخواست تجدیدنظر داد و جلسات رسیدگی به پرونده‌اش و آلاخولنسه به ترتیب در آوریل و مه ۲۰۲۵ برگزار شد، اما در ۶ مه فیفا تأیید کرد که اخراج لئون پابرجا خواهد ماند و بازی پلی آف انجام خواهد شد. ال‌ای‌اف‌سی با پیروزی ۲–۱ در وقت اضافه مقابل آمریکا در ۳۱ مه در ورزشگاه بی‌ام‌او، جایگاه نهایی را تضمین کرد.

### قیمت بلیط

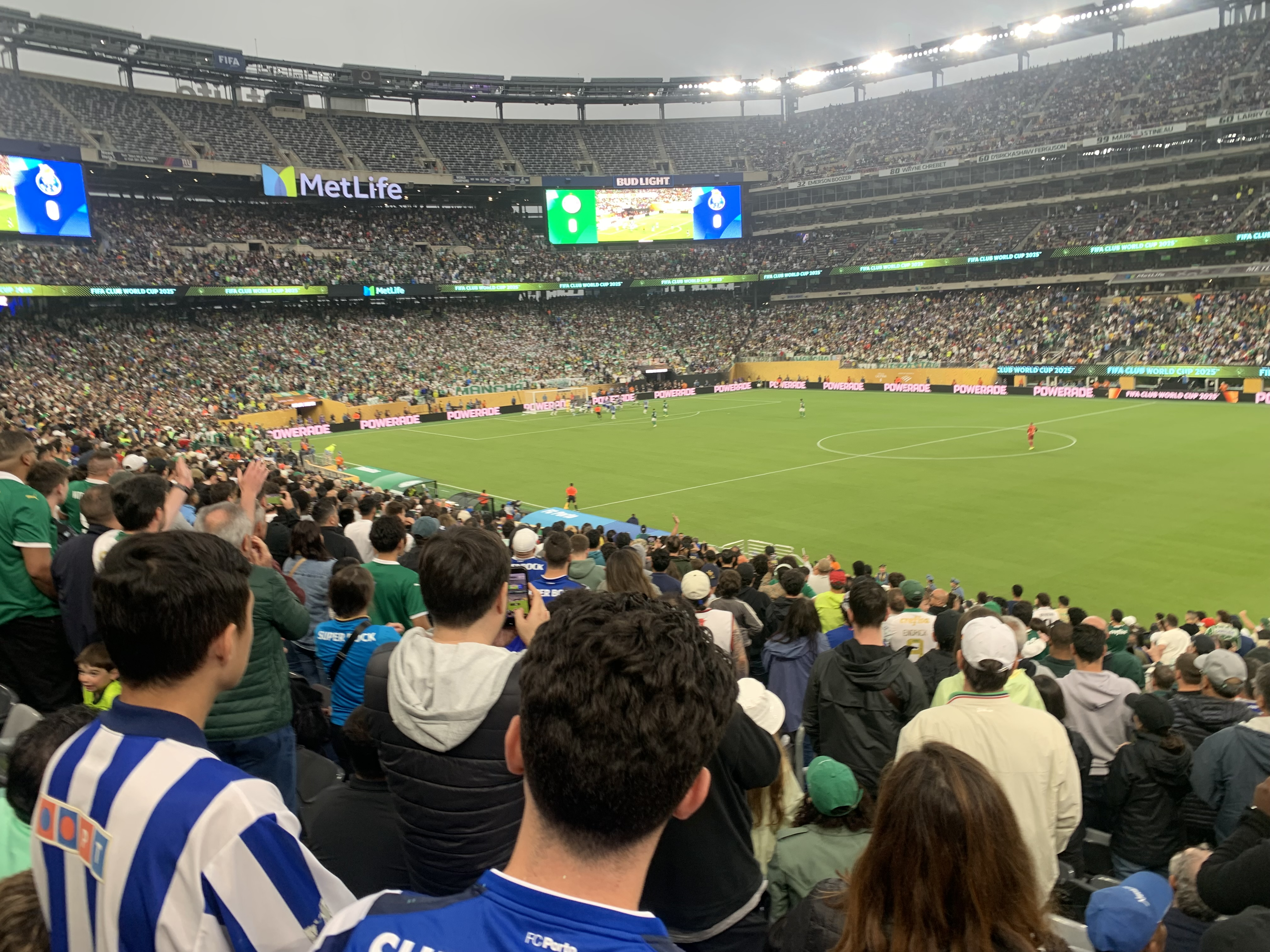
بازی مرحله گروهی بین پالمیراس و پورتو در ورزشگاه متلایف نیوجرسی ۴۶،۲۷۵ تماشاگر را به خود جذب کرد.

قیمت بلیط‌های جام جهانی باشگاه‌ها ۲۰۲۵ در ابتدا مورد توجه برخی از هواداران قرار گرفت و آنها خاطرنشان کردند که برخی از صندلی‌های فینال به دلیل مدل‌های قیمت‌گذاری پویا، بیش از ۲،۲۰۰ دلار آمریکا قیمت‌گذاری شده‌اند، اگرچه فیفا بعداً در فوریه ۲۰۲۵ قیمت‌ها را تعدیل کرد و آنها را برای نیمه‌نهایی به حدود ۱۴۰ دلار آمریکا و برای فینال به ۳۰۰ دلار آمریکا کاهش داد تا مسابقات را قابل دسترس‌تر کند. اعمال ۱۰ درصد هزینه لغو برای تبادل بلیط نیز توجه را به خود جلب کرد، اما واکنش کلی به این مسابقات مثبت بود. بازی افتتاحیه بین الاهلی و اینتر میامی پس از کمپین‌های تبلیغاتی هفته آخر، با استقبال زیادی روبرو شد، و فیفا گزارش داد که بیش از ۶۰،۰۰۰ تماشاگر در ورزشگاه حضور داشتند و آمار پخش بین‌المللی بالایی داشتند. تا اوایل ژوئیه، فیفا بیش از ۲ میلیون بلیط فروخته شده و میانگین حضور تقریباً ۳۶،۰۰۰ نفر در هر مسابقه را ثبت کرده بود، رقمی که با چندین لیگ داخلی پیشرو در اروپا قابل مقایسه است. در حالی که ۱۴ مسابقه جمعیت کمتری (کمتر از ۲۰،۰۰۰ نفر) را به خود جذب کرد، که بیشتر در ورزشگاه‌های ام‌ال‌اس برگزار شد، ۱۱ مسابقه از ۹۰ درصد ظرفیت ورزشگاه فراتر رفت، از جمله شش مسابقه در ورزشگاه هارد راک. هواداران آمریکای جنوبی، آفریقا و آسیا به طور ویژه در طول مسابقات حضور داشتند، اگرچه مسابقه‌ای بین تیم‌های الوداد و یوونتوس شاهد حوادث جزئی از جمله پرتاب بمب دودزا و یک مورد دستگیری بود.

### انتخاب اینتر میامی
همانند دوره‌های قبلی جام جهانی باشگاه‌ها، فرمت گسترش یافته ۲۰۲۵ یک جایگاه برای کشور میزبان اختصاص داد. این جایگاه به‌طور سنتی توسط قهرمان لیگ داخلی کشور میزبان پر می‌شد. در ایالات متحده، قهرمان لیگ برتر فوتبال از طریق مراحل پلی آف جام ام‌ال‌اس تعیین می‌شود، نه عملکرد فصل عادی، و برای فصل ۲۰۲۴، آن پلی آف هنوز در زمانی که فیفا نیاز به تأیید انتخاب خود داشت، به پایان نرسیده بود. در طول مسابقه ستارگان ام‌ال‌اس در اواسط فصل ۲۰۲۴، دان گاربر، کمیسر ام‌ال‌اس، اظهار داشت که این جایگاه می‌تواند به برنده ساپورترز شیلد ۲۰۲۴، برنده جام ام‌ال‌اس ۲۰۲۴ یا از طریق یک پلی آف بین این دو اعطا شود. در ۱۹ اکتبر ۲۰۲۴، فیفا اعلام کرد که اینتر میامی به عنوان برنده ساپورترز شیلد، نماینده کشور میزبان خواهد بود و این جایگاه را قبل از شروع مراحل پلی آف جام ام‌ال‌اس ۲۰۲۴ و پس از اینکه اینتر میامی این جایزه را کسب کرده بود، اعطا کرد. فیفا اظهار داشت که این تصمیم با رویه‌های گذشته همسو است، جایی که باشگاه‌هایی که در «قالب لیگ» به جام قهرمانی دست یافته بودند، برای کسب جایگاه میزبان در اولویت قرار می‌گرفتند و اعلام این خبر به دلیل جدول زمانی رویه‌ای برای تأیید مقررات به تعویق افتاده است. اگرچه این تصمیم از سوی برخی از بخش‌های رسانه‌ها و هواداران، به ویژه در مورد زمان‌بندی آن و مشارکت لیونل مسی، مورد بررسی دقیق قرار گرفت، اما دیگران آن را به عنوان یک راه حل عملی مطابق با ساختار و رویه تاریخی مسابقات دانستند. اینتر میامی بعداً در دور اول در ۱۰ نوامبر توسط آتلانتا یونایتد از حذف شد، اما سرمربی، خراردو مارتینو، از حضور این باشگاه در این مسابقات دفاع کرد، زیرا این رویداد، نوعی دستاورد داخلی معتبر و شناخته شده است.

### مسائل مربوط به مهاجرت و ویزا
در ۱۰ ژوئن ۲۰۲۵، اداره مهاجرت و گمرک (آیس) و اداره حفاظت از مرزها و گمرک (سی‌بی‌پی) از مشارکت خود در تأمین امنیت در طول مراحل اول جام جهانی باشگاه‌ها ۲۰۲۵ خبر دادند و به شهروندان غیرآمریکایی یادآوری کردند که مدرک معتبر اقامت قانونی خود را به همراه داشته باشند. این اعلامیه نگرانی‌هایی را در بین برخی از هواداران در مورد سیاست اخراج دولت ترامپ ایجاد کرد، به ویژه اینکه افراد بازداشت شده ممکن است به طور بالقوه با بازداشت نامحدود روبرو شوند یا به کشورهای دیگری مانند السالوادور منتقل شوند. جیانی اینفانتینو، رئیس فیفا، از افزایش حضور نیروهای امنیتی دفاع کرد و اظهار داشت که امنیت هواداران از اولویت‌های اصلی است، به ویژه با توجه به فینال کوپا آمریکا ۲۰۲۴ که در همان ورزشگاه برگزار شد و شاهد هجوم تعداد زیادی از هواداران برای ورود به دروازه‌ها بود. تنها چند روز بعد، در ۱۵ ژوئن، گزارش‌هایی منتشر شد مبنی بر اینکه به دلیل پرونده سرقت در سال ۲۰۱۸، ویزای آمریکا برای ایرتون کاستا، مدافع بوکا جونیورز، در ابتدا رد شده است، اگرچه این تصمیم متعاقباً لغو شد و به او ویزای ویژه ۲۶ روزه برای شرکت در مسابقات صادر شد.

### رقابت بین اروپا و سایر نقاط جهان
این مسابقات رقابت بین تیم‌های اروپایی و سایر نقاط جهان، به ویژه آمریکای جنوبی‌ها را تشدید کرد. در ابتدا بحث بر سر این بود که تیم‌های غیراروپایی چقدر در مقابل تیم‌های اروپایی خوب عمل می‌کنند؛ سپس وقتی تیم‌های آمریکای جنوبی شروع به ثبت پیروزی در مقابل همتایان اروپایی خود کردند، این بحث شدت گرفت. برخی از مدیران، هواداران و روزنامه‌نگاران آمریکای جنوبی نیز سعی کردند انتقادات اروپایی‌ها از این مسابقات را به عنوان "بهانه‌های بازنده" و "نمادی از اروپامحوری و نخبه‌گرایی" رد کنند. مفسران این سوال را مطرح کردند که آیا در مورد تسلط اروپایی‌ها اغراق شده است یا خیر، و تحلیل‌ها نشان می‌دهد که افسانه برتری با نتایج در زمین آزمایش می‌شود. در پاسخ، لوییس انریکه، سرمربی پاری سن-ژرمن، اظهار داشت که تیم‌های آمریکای جنوبی نیازی به مقایسه خود با اروپایی‌ها ندارند و بر جایگاه جهانی مشترک هر دو منطقه فوتبال تأکید کرد و به جذب گسترده بازیکنان آمریکای جنوبی توسط باشگاه‌های اروپایی اشاره کرد. پپ گواردیولا، سرمربی منچستر سیتی، دیدگاه حمایتی‌تری از رقابت‌پذیری آمریکای جنوبی ارائه داد و استدلال کرد که هواداران اروپایی نباید از پیروزی باشگاه‌های این منطقه شگفت‌زده شوند و چنین نتایجی نشان‌دهنده تعادل واقعی جهانی در کیفیت فوتبال است. افزایش توجه به باشگاه‌های برزیلی همچنین منجر به افزایش شدید علاقه جهانی به لیگ برزیل شد، به طوری که گوگل ترندز بالاترین حجم جستجوی این اصطلاح را از سال ۲۰۲۰ گزارش کرد. در حالی که عملکردها غرور قاره‌ای را دوباره زنده کرد، نتایج درون زمین همچنان رقابتی باقی ماند؛ در دوازده رویارویی مستقیم یوفا و کونمبول، باشگاه‌های اروپایی شش برد، باشگاه‌های آمریکای جنوبی سه بار پیروز شدند و سه مسابقه با تساوی به پایان رسید.